# Ligue 1 2018-2019
La Ligue 1 2018-2019 è stata l'81ª edizione della massima serie del campionato francese di calcio, disputato tra il 10 agosto 2018 e il 24 maggio 2019.
Il campionato è stato vinto dal Paris Saint-Germain, bissando il successo della stagione precedente. I parigini hanno ottenuto il loro ottavo titolo, eguagliando Nantes e Monaco.
Capocannoniere del torneo è stato Kylian Mbappé (Paris Saint-Germain) con 33 reti.

## Stagione

### Novità
A sostituire le retrocesse Troyes e Metz sono le neopromosse Stade Reims e Nîmes. Il Tolosa ha mantenuto la categoria in seguito alla vittoria dello spareggio contro l'Ajaccio.
Dopo la sperimentazione condotta in alcune partite di coppa e negli spareggi della stagione precedente, la tecnologia per l'assistenza agli arbitri VAR è applicata in tutte le partite del campionato.

### Formula
Le venti squadre partecipanti si sfidano in un torneo organizzato in partite di andata e ritorno per un totale di 38 incontri per ogni squadra. A ogni partita sono assegnati 3 punti alla squadra vincitrice e 0 punti alla squadra sconfitta, 1 punto a ciascuna squadra in caso di pareggio.
Le squadre qualificate alle coppe europee sono sei. Le prime tre squadre in classifica sono ammesse alla UEFA Champions League 2019-2020, con le prime due qualificate alla fase a gironi e la terza al terzo turno preliminare (percorso piazzate). La quarta classificata e la vincitrice della Coupe de France 2018-2019 si qualificano alla fase a gironi di UEFA Europa League 2019-2020, mentre la vincitrice della Coupe de la Ligue 2018-2019 è ammessa al secondo turno preliminare. Qualora la vincitrice della Coupe de France sia già ammessa alla Champions League, il posto europeo della coppa viene attribuito alla quinta classificata in campionato. Analogamente si procede nel caso in cui la vincitrice di Coupe de la Ligue sia già qualificata alla Champions League, con il sesto posto che qualifica per l'Europa League.
Le ultime due squadre in classifica sono retrocesse in Ligue 2 (seconda serie del campionato francese). La terzultima classificata disputa invece uno spareggio contro la terza classificata della Ligue 2 per stabilire chi giocherà nella massima divisione la stagione successiva.

### Calciomercato

#### Sessione estiva

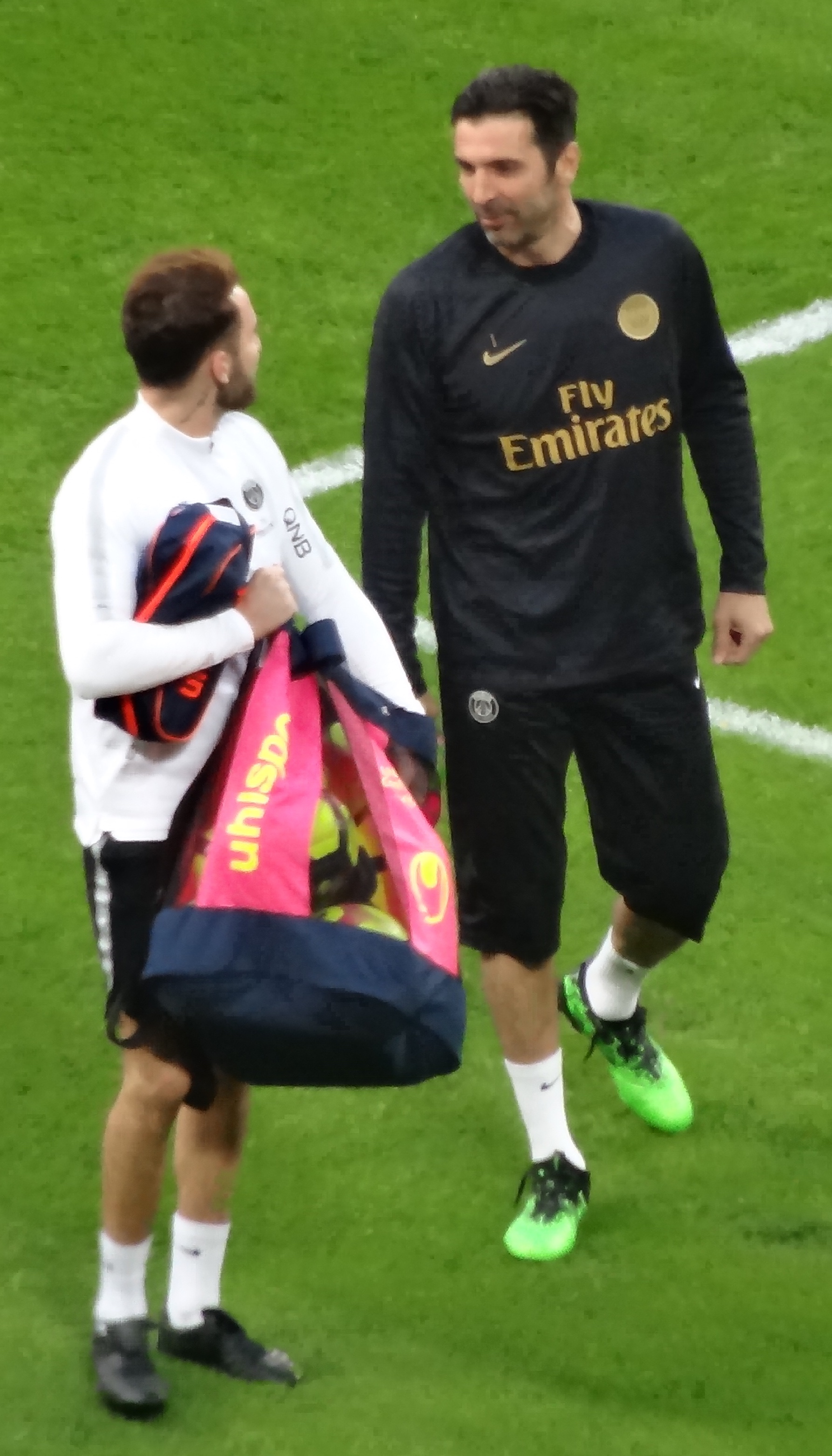
Il portiere italiano Gianluigi Buffon firma con il Paris Saint-Germain.

Il Paris Saint-Germain affida la porta all'esperto portiere italiano Buffon, nove volte campione d'Italia con la Juventus. La difesa è puntellata con il promettente difensore tedesco Kehrer dallo Schalke 04 e il laterale spagnolo del Bayern Monaco Bernat. In attacco si scommette sul centravanti camerunense Choupo-Moting. Costretti a effettuare numerose cessioni per rientrare nei paletti fissati dal fair play finanziario, i parigini cedono Javier Pastore, Yuri Berchiche, Odsonne Édouard e Jonathan Ikoné.
Il Monaco ingaggia la stella della nazionale russa Golovin e il terzino tedesco Henrichs dal Bayer Leverkusen. I monegaschi si privano di Lemar, passato all'Atlético Madrid, e Fabinho, ceduto al Liverpool. L'Olympique Lione rimpiazza Mariano Díaz, tornato al Real Madrid che ha esercitato il "diritto di "recompra", con Dembélé del Celtic. La difesa è rafforzata con l'ex Nantes Dubois e con il belga Denayer. L'Olympique Marsiglia affida le chiavi della difesa al vice-campione del Mondo croato Ćaleta-Car dal Salisburgo. A centrocampo il tecnico dei marsigliesi Garcia ritrova l'olandese Strootman, già allenato ai tempi della Roma, a cui si aggiunge il trequartista serbo Radonjic. Il Rennes, ottenuta la firma dell'attaccante Ben Arfa, ingaggia il centrocampista Grenier dal Guingamp e l'attaccante Niang in prestito dal Torino.
Il Bordeaux, passato ai nuovi proprietari americani del General American Capital Partners, perde Malcom, acquistato dal Barcellona. A sostituire il brasiliano sono chiamati Cornelius dall'Atalanta e Karamoh dall'Inter. Il Saint-Étienne i è protagonista di una frenetica campagna acquisti, volta a migliorare il settimo posto del precedente campionato, che porta in dote Khazri, Cabella e Kolodziejczak. Reduce da una salvezza sofferta, il Lilla cede il capitano Amadou al Siviglia e Malcuit al Napoli. A rinforzare la rosa sono chiamati i difensori Fonte e Çelik, il centrocampista Ikoné e gli attaccanti Bamba e Rémy.
Il Tolosa preleva in prestito dal Bournemouth il centrocamposta ivoriano Gradel, mettendo sotto contratto il togolese Dossevi. Lo strasburgo preleva dal Lilla l'attaccante sudafricano Mothiba. L'Amiens acquista in prestito dal Siviglia il brasiliano Ganso. L'attaccante Roux firma con il Guingamp. Per quanto riguarda le neopromosse, lo Stade Reims aggiunge alla propria rosa il belga Foket e il Nîmes affida la porta all'estremo difensore dell'Under-21 Bernardoni.

#### Sessione invernale
Il Monaco, considerata la pessima situazione di classifica, è la squadra più attiva nel mercato di riparazione. Il centrocampista del Chelsea Fabregas è individuato come il leader ideale di un gruppo da ricostruire. Allo spagnolo si aggiungono gli arrivi di Naldo, Adrien Silva, Gelson Martins e Ballo-Touré. Il Paris Saint-Germain si concede un solo rinforzo, il centrocampista argentino Paredes. L'Olympique Marsiglia arruola Balotelli, liberatosi dal contratto che lo legava al Nizza.
Il Saint-Étienne acquista in prestito Vada dal Bordeaux e Aït Bennasser dal Monaco. Il Montpellier si rinforza con il difensore uruguayano Mathías Suárez e il serbo Ristić. Lo Strasburgo riporta in Francia il bosniaco ex Rennes Prcić, in prestito dal Levante, e sempre a titolo temporaneo l'attaccante del Monaco Grandsir. Il terzino Pellenard lascia il Bordeaux dopo nove stagioni, acquistato all'Angers. Todibo lascia il Tolosa per accasarsi al Barcellona. Ié ed Eysseric sono i rinforzi di mercato del Nantes.

### Avvenimenti

#### Girone di andata

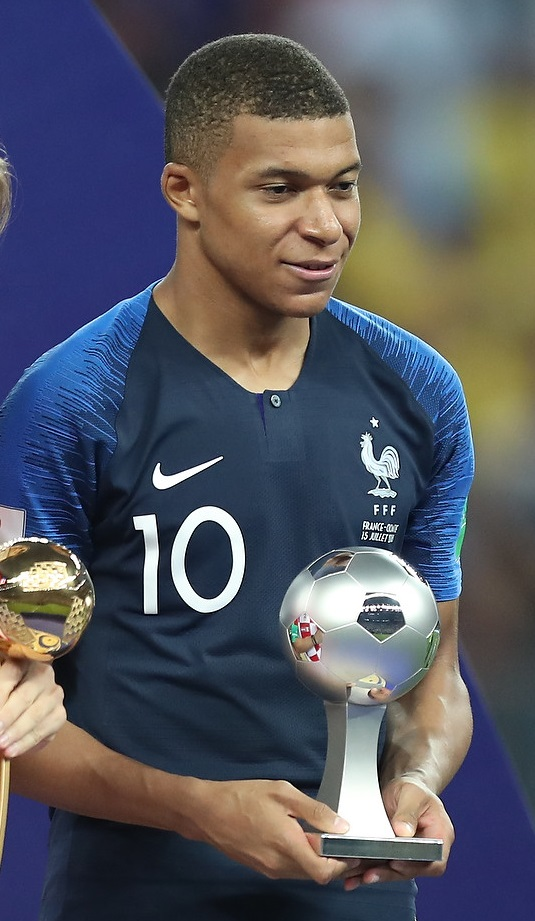
A 20 anni e 2 mesi, il neocampione del Mondo Kylian Mbappé diventa il più giovane calciatore a segnare 50 reti in Ligue 1.

Il Paris Saint-Germain assume il comando solitario della classifica già alla quarta giornata, sfruttando sin dall'inizio l'assenza di una valida rivale in grado di contendergli il titolo. Il 7 ottobre, in occasione della larga vittoria ottenuta contro l'Olympique Lione (5-0) nella nona giornata, i parigini stabiliscono il record storico di vittorie consecutive in apertura di campionato, superando il precedente primato di 8 successi appartenente all'Olympique Lillois che resisteva dal 1936-1937. La striscia del Paris Saint-Germain raggiunge le 14 vittorie iniziali, fermandosi con il pareggio di Bordeaux (2-2) al quindicesimo turno. Alle spalle degli inarrivabili parigini, che chiudono l'andata con un vantaggio di 13 punti sul secondo posto (contando anche due partite in meno), la situazione appare fluida.
La lotta per il secondo posto vede infatti un inedito duello tra Lilla e Montpellier. I bretoni, tornati competitivi dopo due stagioni anonime, si segnalano come una delle squadre più spettacolari del torneo, merito soprattutto dell'allenatore Christophe Galtier che ha saputo sfruttare il potenziale inespresso dei giovani talenti arrivati all'inizio della presidenza lussemburghese. Il Montpellier, campione di Francia sei anni prima, sotto la guida dell'armeno Michel Der Zakarian si è scrollato di dosso l'immagine di squadra difensiva, proponendo un calcio ambizioso e corale. Ovviamente stazionano in alta classifica anche le più quotate Olympique Lione e Olympique Marsiglia. L'Olympique Lione, dopo un inizio incerto con due sconfitte nelle prime quattro giornate, risale la china fino a chiudere l'andata in terza posizione. L'Olympique Marsiglia, partito in modo convincente, inanella diverse sconfitte negli scontri con le dirette concorrenti, perdendo contatto con il podio già a inizio novembre. Il Saint-Étienne, contrariamente al precedente campionato, è protagonista di una buona prima parte di stagione che consente ai Verts di ritrovarsi nel vivo della lotta europea.
Sono diverse le squadre, lontane dalla lotta di vertice, che decidono di cambiare allenatore per provare a rilanciare le proprie ambizioni. Il Bordeaux è il primo club a sostituire il proprio tecnico, chiamando il portoghese Ricardo Gomes alla quinta giornata, dopo aver raccolto appena tre punti nei primi quattro match. Il Nantes, pericolosamente vicino alla zona calda della classifica, sostituisce Miguel Cardoso con il bosniaco Vahid Halilhodžić. Il Rennes, in difficoltà nel gestire il doppio impegno campionato-Europa League, esonera Sabri Lamouchi alla quindicesima giornata e scommette sull'allenatore della seconda squadra Julien Stéphan.
Decisamente tribolato il campionato del Monaco. Pagato lo scotto della pesante sconfitta rimediata in Supercoppa contro il Paris Saint-Germain, i vicecampioni in carica sprofondano in zona retrocessione alla settima giornata. La dirigenza monegasca si vede costretta a esonerare Leonardo Jardim, l'allenatore del titolo 2016-2017, affidando la panchina all'ex fuoriclasse Thierry Henry. L'inesperienza del francese però non migliora la situazione del Monaco, stabile agli ultimissimi posti per tutto il girone di andata. Il campionato si rivela particolarmente ostico anche per il Guingamp, tanto che il primo punto arriva soltanto alla settima giornata. Esonerato l'allenatore Antoine Kombouaré, la panchina viene riaffidata a Jocelyn Gourvennec, il tecnico della promozione nel 2013. Altre squadre in sofferenza sono Amiens, Angers, Caen e Digione. Soltanto quest'ultimo, con le dimissioni di Olivier Dall'Oglio, cambia la guida tecnica.
Lo svolgimento del campionato è segnato dalle proteste, cominciate a novembre, da parte del movimento dei gilet gialli. Per motivi di sicurezza diverse partite sono soggette a rinvii, particolarmente colpite la diciassettima e la diciottesima giornata.

#### Girone di ritorno

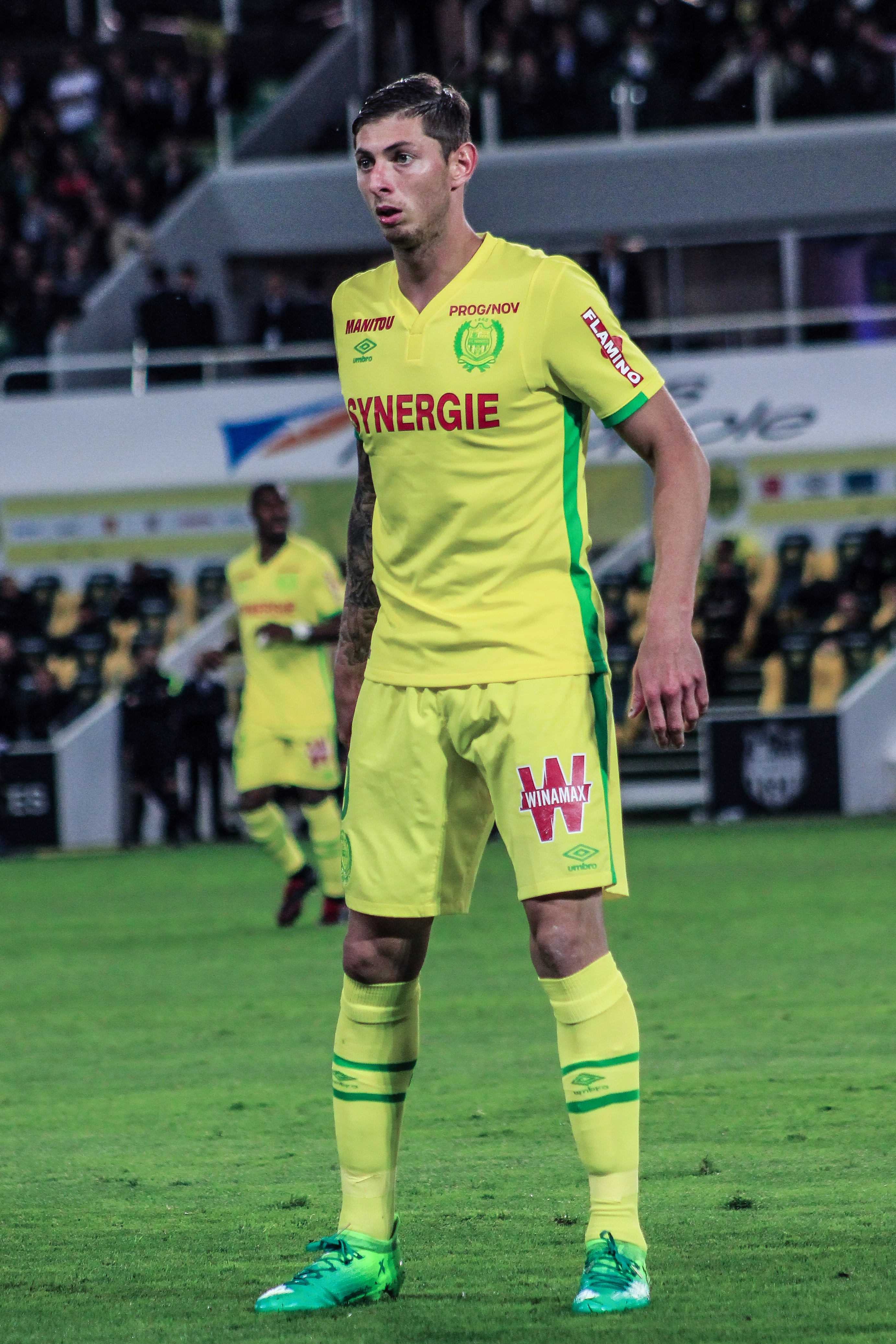
L'attaccante argentino Emiliano Sala, deceduto in un incidente aereo.

Il Paris Saint-Germain conosce la prima sconfitta alla ventitreesima giornata contro l'Olympique Lione (1-2), mantenendo comunque il ritmo sostenuto del girone di andata. Nessuno può ostacolare la corsa solitaria dei parigini verso l'ottavo titolo, conquistandolo il 21 aprile con cinque turni d'anticipo. Il finale di stagione lascia però degli strascichi all'interno del gruppo, scosso dai cattivi risultati nelle altre competizioni e da alcune lagnanze dell'allenatore Tuchel in merito ai mancati interventi della società sul mercato per sopperire ai diversi infortuni.
Il Lilla riesce a difendere il secondo posto dagli assalti di Olympique Lione e Saint-Étienne, ottenendo una qualificazione in Champions League che mancava da sette stagioni. L'Olympique Lione si deve accontentare della terza posizione, qualificandosi in Champions League, mentre il Saint-Étienne quarto ritrova l'Europa League due anni dopo l'ultima partecipazione. Il Guingamp chiude all'ultimo posto in classifica, retrocedendo in Ligue 2 dopo sei stagioni di permanenza nel massimo campionato.
La stagione è funestata dalla tragedia di Emiliano Sala, autore di 12 reti con la maglia del Nantes nella prima parte di campionato. L'attaccante argentino, che era stato ceduto ai gallesi del Cardiff City, è rimasto vittima di un incidente aereo. Il Nantes ha deciso di ritirare la maglia numero 9, mentre la LFP ha previsto un minuto di silenzio per commemorare il giocatore deceduto.

## Squadre partecipanti
| Club                | Stagione | Città                | Stadio                                     | Stagione precedente  |
| ------------------- | -------- | -------------------- | ------------------------------------------ | -------------------- |
| Amiens              | dettagli | Amiens               | Stade de la Licorne                        | 13º posto in Ligue 1 |
| Angers              | dettagli | Angers               | Stade Jean Bouin                           | 14º posto in Ligue 1 |
| Bordeaux            | dettagli | Bordeaux             | Stade Matmut-Atlantique                    | 6º posto in Ligue 1  |
| Caen                | dettagli | Caen                 | Stade Michel d'Ornano                      | 16º posto in Ligue 1 |
| Digione             | dettagli | Digione              | Stade Gaston-Gérard                        | 11º posto in Ligue 1 |
| Guingamp            | dettagli | Guingamp             | Stade de Roudourou                         | 12º posto in Ligue 1 |
| Lilla               | dettagli | Lilla                | Stade Pierre-Mauroy (Villeneuve d'Ascq)    | 17º posto in Ligue 1 |
| Olympique Lione     | dettagli | Lione                | Parc Olympique Lyonnais (Décines-Charpieu) | 3º posto in Ligue 1  |
| Olympique Marsiglia | dettagli | Marsiglia            | Stade Vélodrome                            | 4º posto in Ligue 1  |
| Monaco              | dettagli | Principato di Monaco | Stade Louis II                             | 2º posto in Ligue 1  |
| Montpellier         | dettagli | Montpellier          | Stade de la Mosson                         | 10º posto in Ligue 1 |
| Nantes              | dettagli | Nantes               | Stade de la Beaujoire                      | 9º posto in Ligue 1  |
| Nîmes               | dettagli | Nîmes                | Stade des Costières                        | 2º posto in Ligue 2  |
| Nizza               | dettagli | Nizza                | Allianz Riviera                            | 8º posto in Ligue 1  |
| Paris Saint-Germain | dettagli | Parigi               | Parc des Princes                           | Campione di Francia  |
| Rennes              | dettagli | Rennes               | Roazhon Park                               | 5º posto in Ligue 1  |
| Saint-Étienne       | dettagli | Saint-Étienne        | Stade Geoffroy-Guichard                    | 7º posto in Ligue 1  |
| Stade Reims         | dettagli | Reims                | Stade Auguste Delaune                      | Vincitore Ligue 2    |
| Strasburgo          | dettagli | Strasburgo           | Stade de la Meinau                         | 15º posto in Ligue 1 |
| Tolosa              | dettagli | Tolosa               | Stadium Municipal                          | 18º posto in Ligue 1 |

## Allenatori e primatisti
I campioni in carica del PSG affidano la panchina a Thomas Tuchel, quinto allenatore sotto la presidenza di Al-Khelaïfi e primo tedesco nella storia del club. Il Nizza cerca di rilanciarsi scommettendo su Patrick Vieira, ex centrocampista e capitano della nazionale francese, reduce dall'esperienza negli Stati Uniti alla guida del New York City. Il Nantes sostituisce Ranieri con il portoghese Miguel Cardoso, proveniente dal Rio Ave. Il Caen chiude dopo sei stagioni il rapporto con Patrice Garande, sostituito da Fabien Mercadal. Il Tolosa, salvatosi allo spareggio, richiama Alain Casanova a tre anni dall'esonero.
| Squadra             | Allenatore                                                                         | Calciatore più presente                             | Cannoniere                          |
| ------------------- | ---------------------------------------------------------------------------------- | --------------------------------------------------- | ----------------------------------- |
| Amiens              | Christophe Pélissier                                                               | Régis Gurtner (35)                                  | Moussa Konaté (7)                   |
| Angers              | Stéphane Moulin                                                                    | Baptiste Santamaria (35)                            | Stéphane Bahoken (11)               |
| Bordeaux            | Gustavo Poyet (1ª) Éric Bedouet (2-4ª) Ricardo Gomes (5ª-27ª) Paulo Sousa          | Benoît Costil (35)                                  | François Kamano (10)                |
| Caen                | Fabien Mercadal                                                                    | Brice Samba (35)                                    | Enzo Crivelli (6)                   |
| Digione             | Olivier Dall'Oglio (1ª-19ª) David Linarès Antoine Kombouaré                        | Wesley Lautoa (31)                                  | Wesley Saïd (4)                     |
| Guingamp            | Antoine Kombouaré (1ª-12ª) Jocelyn Gourvennec                                      | Pedro Rebocho (33)                                  | Marcus Thuram (8)                   |
| Lilla               | Christophe Galtier                                                                 | Mike Maignan Nicolas Pépé (35)                      | Nicolas Pépé (20)                   |
| Olympique Lione     | Bruno Génésio                                                                      | Houssem Aouar (34)                                  | Moussa Dembélé (13)                 |
| Olympique Marsiglia | Rudi Garcia                                                                        | Valère Germain (34)                                 | Florian Thauvin (13)                |
| Monaco              | Leonardo Jardim (1ª-9ª) Thierry Henry (10ª-21ª) Franck Passi (22ª) Leonardo Jardim | Radamel Falcao Kamil Glik (30)                      | Radamel Falcao (14)                 |
| Montpellier         | Michel Der Zakarian                                                                | Daniel Congré (35)                                  | Andy Delort (14)                    |
| Nantes              | Miguel Cardoso (1ª-8ª) Vahid Halilhodžić                                           | Diego Carlos Valentin Rongier (33)                  | Emiliano Sala (12)                  |
| Nîmes               | Bernard Blaquart                                                                   | Paul Bernardoni Renaud Ripart (35)                  | Denis Bouanga (7)                   |
| Nizza               | Patrick Vieira                                                                     | Dante (34)                                          | Youcef Atal Allan Saint-Maximin (6) |
| Paris Saint-Germain | Thomas Tuchel                                                                      | Marquinhos Julian Draxler (28)                      | Kylian Mbappé (33)                  |
| Rennes              | Sabri Lamouchi (1ª-15ª) Julien Stéphan                                             | Benjamin Bourigeaud Ismaïla Sarr Hamari Traoré (32) | M'Baye Niang (9)                    |
| Saint-Étienne       | Jean-Louis Gasset                                                                  | Stéphane Ruffier (35)                               | Wahbi Khazri (13)                   |
| Stade Reims         | David Guion                                                                        | Yunis Abdelhamid Edouard Mendy (35)                 | Rémi Oudin (10)                     |
| Strasburgo          | Thierry Laurey                                                                     | Matz Sels (35)                                      | Lebo Mothiba (9)                    |
| Tolosa              | Alain Casanova                                                                     | Max Gradel (34)                                     | Max Gradel (10)                     |

## Classifica finale
|         | Pos. | Squadra             | Pt | G  | V  | N  | P  | GF  | GS | DR  |
| ------- | ---- | ------------------- | -- | -- | -- | -- | -- | --- | -- | --- |
|         | 1.   | Paris Saint-Germain | 91 | 38 | 29 | 4  | 5  | 105 | 35 | +70 |
|         | 2.   | Lilla               | 75 | 38 | 22 | 9  | 7  | 68  | 33 | +35 |
| [ 104 ] | 3.   | Olympique Lione     | 72 | 38 | 21 | 9  | 8  | 70  | 47 | +23 |
|         | 4.   | Saint-Étienne       | 66 | 38 | 19 | 9  | 10 | 59  | 41 | +18 |
|         | 5.   | Olympique Marsiglia | 61 | 38 | 18 | 7  | 13 | 60  | 52 | +8  |
|         | 6.   | Montpellier         | 59 | 38 | 15 | 14 | 9  | 53  | 42 | +11 |
|         | 7.   | Nizza               | 56 | 38 | 15 | 11 | 12 | 30  | 35 | -5  |
|         | 8.   | Stade Reims         | 55 | 38 | 13 | 16 | 9  | 39  | 42 | -3  |
|         | 9.   | Nîmes               | 53 | 38 | 15 | 8  | 15 | 57  | 58 | -1  |
| [ 105 ] | 10.  | Rennes              | 52 | 38 | 13 | 13 | 12 | 55  | 52 | +3  |
| [ 106 ] | 11.  | Strasburgo          | 49 | 38 | 11 | 16 | 11 | 58  | 48 | +10 |
|         | 12.  | Nantes              | 48 | 38 | 13 | 9  | 16 | 48  | 48 | 0   |
|         | 13.  | Angers              | 46 | 38 | 10 | 16 | 12 | 44  | 49 | -5  |
|         | 14.  | Bordeaux            | 41 | 38 | 10 | 11 | 17 | 34  | 42 | -8  |
|         | 15.  | Amiens              | 38 | 38 | 9  | 11 | 18 | 31  | 52 | -21 |
|         | 16.  | Tolosa              | 38 | 38 | 8  | 14 | 16 | 35  | 57 | -22 |
|         | 17.  | Monaco              | 36 | 38 | 8  | 12 | 18 | 38  | 57 | -19 |
|         | 18.  | Digione             | 34 | 38 | 9  | 7  | 22 | 31  | 60 | -29 |
|         | 19.  | Caen                | 33 | 38 | 7  | 12 | 19 | 29  | 54 | -25 |
|         | 20.  | Guingamp            | 27 | 38 | 5  | 12 | 21 | 28  | 68 | -40 |

Legenda:
      Campione di Francia e ammessa alla Fase a gironi della  UEFA Champions League 2019-2020.
      Ammessa alla Fase a gironi della UEFA Champions League 2019-2020.
      Ammesse alla Fase a gironi della UEFA Europa League 2019-2020.
      Ammessa al secondo turno di qualificazione della UEFA Europa League 2019-2020
 Ammessa allo Spareggio promozione-retrocessione contro la vincitrice dei play-off di Ligue 2 2018-2019.
      Retrocesse in Ligue 2 2019-2020.
Note:
Tre punti a vittoria, uno a pareggio, zero a sconfitta.
In caso di parità di punti, la graduatoria dei club ex aequo, viene determinata secondo i seguenti criteri:
* Differenza reti generale
* Classifica avulsa
* Punti conquistati negli scontri diretti
* Differenza reti negli scontri diretti
* Reti totali realizzate negli scontri diretti
* Reti realizzate in trasferta negli scontri diretti
* Reti realizzate in generale
* Reti realizzate in trasferta in generale
* Maggior numero di reti realizzate in una partita di campionato
* Miglior piazzamento nel Classement du fair-play (un punto per calciatore ammonito; tre punti per calciatore espulso).

### Squadra campione
| Formazione tipo (3-4-3) | Giocatori (presenze) |
| --- | -------------------- |
| Areola Marquinhos T. Silva Kehrer Meunier Verratti Paredes Bernat Di María Mbappé Draxler | Alphonse Areola (21) |
| Areola Marquinhos T. Silva Kehrer Meunier Verratti Paredes Bernat Di María Mbappé Draxler | Marquinhos (30)      |
| Areola Marquinhos T. Silva Kehrer Meunier Verratti Paredes Bernat Di María Mbappé Draxler | Thiago Silva (25)    |
| Areola Marquinhos T. Silva Kehrer Meunier Verratti Paredes Bernat Di María Mbappé Draxler | Thilo Kehrer (27)    |
| Areola Marquinhos T. Silva Kehrer Meunier Verratti Paredes Bernat Di María Mbappé Draxler | Thomas Meunier (22)  |
| Areola Marquinhos T. Silva Kehrer Meunier Verratti Paredes Bernat Di María Mbappé Draxler | Marco Verratti (26)  |
| Areola Marquinhos T. Silva Kehrer Meunier Verratti Paredes Bernat Di María Mbappé Draxler | Leandro Paredes (16) |
| Areola Marquinhos T. Silva Kehrer Meunier Verratti Paredes Bernat Di María Mbappé Draxler | Juan Bernat (25)     |
| Areola Marquinhos T. Silva Kehrer Meunier Verratti Paredes Bernat Di María Mbappé Draxler | Ángel Di María (30)  |
| Areola Marquinhos T. Silva Kehrer Meunier Verratti Paredes Bernat Di María Mbappé Draxler | Julian Draxler (31)  |
| Areola Marquinhos T. Silva Kehrer Meunier Verratti Paredes Bernat Di María Mbappé Draxler | Kylian Mbappé (29)   |
| Altri giocatori: Moussa Diaby (25), Presnel Kimpembe (24), Dani Alves (23), Eric Maxim Choupo-Moting (22), Christopher Nkunku (22), Edinson Cavani (21), Layvin Kurzawa (19), Gianluigi Buffon (17), Colin Dagba (17), Neymar (17), Adrien Rabiot (14), Stanley Nsoki (12), Lassana Diarra (3), Antoine Bernede (2), Loïc Mbe Soh (2), Timothy Weah (2), Météhan Guclu (1), Giovani Lo Celso (1), Kévin Rimane (1), Sébastien Cibois (0), Eric Ebimbe (0), Isaac Hemans (0), Azzeddine Toufiqui (0), Kevin Trapp (0), Arthur Zagre (0). |                      |

## Risultati

### Tabellone
|                     | Ami  | Ang  | Bor  | Cae  | Dig  | Gui  | Lil  | OLi  | OMa  | Mon  | Mot  | Nan  | Nîm  | Niz  | PSG  | Ren  | SÉt  | StR  | Str  | Tol  |
| ------------------- | ---- | ---- | ---- | ---- | ---- | ---- | ---- | ---- | ---- | ---- | ---- | ---- | ---- | ---- | ---- | ---- | ---- | ---- | ---- | ---- |
| Amiens              | –––– | 0-0  | 0-0  | 1-0  | 1-0  | 2-1  | 2-3  | 0-1  | 1-3  | 0-2  | 1-2  | 1-2  | 2-1  | 1-0  | 0-3  | 2-1  | 2-2  | 4-1  | 0-0  | 0-0  |
| Angers              | 0-0  | –––– | 1-2  | 1-1  | 1-0  | 0-1  | 1-0  | 1-2  | 1-1  | 2-2  | 1-0  | 1-0  | 3-4  | 3-0  | 1-2  | 3-3  | 1-1  | 1-1  | 2-2  | 0-0  |
| Bordeaux            | 1-1  | 0-1  | –––– | 0-0  | 1-0  | 0-0  | 1-0  | 2-3  | 2-0  | 2-1  | 1-2  | 3-0  | 3-3  | 0-1  | 2-2  | 1-1  | 3-2  | 0-1  | 0-2  | 2-1  |
| Caen                | 1-0  | 0-1  | 0-1  | –––– | 1-0  | 0-0  | 1-3  | 2-2  | 0-1  | 0-1  | 2-2  | 0-1  | 1-2  | 1-1  | 1-2  | 1-2  | 3-2  | 0-5  | 0-0  | 2-1  |
| Digione             | 0-0  | 1-3  | 0-0  | 0-2  | –––– | 2-1  | 1-2  | 0-3  | 1-2  | 2-0  | 1-1  | 2-0  | 0-4  | 0-1  | 0-4  | 3-2  | 0-1  | 1-1  | 2-1  | 2-1  |
| Guingamp            | 1-2  | 1-0  | 1-3  | 0-0  | 1-0  | –––– | 0-2  | 2-4  | 1-3  | 1-1  | 1-1  | 0-0  | 2-2  | 0-0  | 1-3  | 2-1  | 0-1  | 0-1  | 1-1  | 1-2  |
| Lilla               | 2-1  | 5-0  | 1-0  | 1-0  | 1-0  | 3-0  | –––– | 2-2  | 3-0  | 0-1  | 0-0  | 2-1  | 5-0  | 4-0  | 5-1  | 3-1  | 3-1  | 1-1  | 0-0  | 1-2  |
| Olympique Lione     | 2-0  | 2-1  | 1-1  | 4-0  | 1-3  | 2-1  | 2-2  | –––– | 4-2  | 3-0  | 3-2  | 1-1  | 2-0  | 0-1  | 2-1  | 0-2  | 1-0  | 1-1  | 2-0  | 5-1  |
| Olympique Marsiglia | 2-0  | 2-2  | 1-0  | 2-0  | 2-0  | 4-0  | 1-2  | 0-3  | –––– | 1-1  | 1-0  | 1-2  | 2-1  | 1-0  | 0-2  | 2-2  | 2-0  | 0-0  | 3-2  | 4-0  |
| Monaco              | 2-0  | 0-1  | 1-1  | 0-1  | 2-2  | 0-2  | 0-0  | 2-0  | 2-3  | –––– | 1-2  | 1-0  | 1-1  | 1-1  | 0-4  | 1-2  | 2-3  | 0-0  | 1-5  | 2-1  |
| Montpellier         | 1-1  | 2-2  | 2-0  | 2-0  | 1-2  | 2-0  | 0-1  | 1-1  | 3-0  | 2-2  | –––– | 1-1  | 3-0  | 1-0  | 3-2  | 2-2  | 0-0  | 2-4  | 1-1  | 2-1  |
| Nantes              | 3-2  | 1-1  | 1-0  | 1-1  | 3-0  | 5-0  | 2-3  | 2-1  | 3-2  | 1-3  | 2-0  | –––– | 2-4  | 1-2  | 3-2  | 0-1  | 1-1  | 0-0  | 0-1  | 4-0  |
| Nîmes               | 3-0  | 3-1  | 2-1  | 2-0  | 2-0  | 0-0  | 2-3  | 2-3  | 3-1  | 1-0  | 1-1  | 1-0  | –––– | 0-1  | 2-4  | 3-1  | 1-1  | 0-0  | 2-2  | 0-1  |
| Nizza               | 1-0  | 0-0  | 1-0  | 0-1  | 0-4  | 3-0  | 2-0  | 1-0  | 0-1  | 3-0  | 1-0  | 1-1  | 2-0  | –––– | 0-3  | 2-1  | 1-1  | 0-1  | 1-0  | 1-1  |
| Paris Saint-Germain | 5-0  | 3-1  | 1-0  | 3-0  | 4-0  | 9-0  | 2-1  | 5-0  | 3-1  | 3-1  | 5-1  | 1-0  | 3-0  | 1-1  | –––– | 4-1  | 4-0  | 4-1  | 2-2  | 1-0  |
| Rennes              | 1-0  | 1-0  | 2-0  | 3-1  | 2-0  | 1-1  | 3-1  | 0-1  | 1-1  | 0-0  | 0-0  | 1-1  | 4-0  | 0-0  | 1-3  | –––– | 3-0  | 0-2  | 1-4  | 1-1  |
| Saint-Étienne       | 0-0  | 4-3  | 3-0  | 2-1  | 3-0  | 2-1  | 0-1  | 1-2  | 2-1  | 2-0  | 0-1  | 3-0  | 2-1  | 3-0  | 0-1  | 1-1  | –––– | 2-0  | 2-1  | 2-0  |
| Stade Reims         | 2-2  | 1-1  | 0-0  | 2-2  | 0-0  | 2-1  | 1-1  | 1-0  | 2-1  | 1-0  | 0-1  | 1-0  | 0-3  | 1-1  | 3-1  | 2-0  | 0-2  | –––– | 2-1  | 0-1  |
| Strasburgo          | 3-1  | 1-2  | 1-0  | 2-2  | 3-0  | 3-3  | 1-1  | 2-2  | 1-1  | 2-1  | 1-3  | 2-3  | 0-1  | 2-0  | 1-1  | 0-2  | 1-1  | 4-0  | –––– | 1-1  |
| Tolosa              | 0-1  | 0-0  | 2-1  | 1-1  | 2-2  | 1-0  | 0-0  | 2-2  | 2-5  | 1-1  | 0-3  | 1-0  | 1-0  | 1-1  | 0-1  | 2-2  | 2-3  | 1-1  | 1-2  | –––– |

### Calendario

#### Girone di andata
|         | 1ª giornata                |     |
|         |                            |     |
| 11 ago. | Angers-Nîmes               | 3-4 |
| 12 ago. | Bordeaux-Strasburgo        | 0-2 |
| 11 ago. | Lilla-Rennes               | 3-1 |
| 12 ago. | Olympique Lione-Amiens     | 2-0 |
| 10 ago. | Olympique Marsiglia-Tolosa | 4-0 |
| 11 ago. | Montpellier-Digione        | 1-2 |
| 11 ago. | Nantes-Monaco              | 1-3 |
| 11 ago. | Nizza-Stade Reims          | 0-1 |
| 12 ago. | Paris Saint-Germain-Caen   | 3-0 |
| 11 ago. | Saint-Étienne-Guingamp     | 2-1 |

|         | 2ª giornata                  |     |
|         |                              |     |
| 18 ago. | Amiens-Montpellier           | 1-2 |
| 18 ago. | Caen-Nizza                   | 1-1 |
| 18 ago. | Digione-Nantes               | 2-0 |
| 18 ago. | Guingamp-Paris Saint-Germain | 1-3 |
| 18 ago. | Monaco-Lilla                 | 0-0 |
| 19 ago. | Nîmes-Olympique Marsiglia    | 3-1 |
| 18 ago. | Rennes-Angers                | 1-0 |
| 17 ago. | Stade Reims-Olympique Lione  | 1-0 |
| 19 ago. | Strasburgo-Saint-Étienne     | 1-1 |
| 19 ago. | Tolosa-Bordeaux              | 2-1 |

|         | 1ª giornata                |     |
|         |                            |     |
| 11 ago. | Angers-Nîmes               | 3-4 |
| 12 ago. | Bordeaux-Strasburgo        | 0-2 |
| 11 ago. | Lilla-Rennes               | 3-1 |
| 12 ago. | Olympique Lione-Amiens     | 2-0 |
| 10 ago. | Olympique Marsiglia-Tolosa | 4-0 |
| 11 ago. | Montpellier-Digione        | 1-2 |
| 11 ago. | Nantes-Monaco              | 1-3 |
| 11 ago. | Nizza-Stade Reims          | 0-1 |
| 12 ago. | Paris Saint-Germain-Caen   | 3-0 |
| 11 ago. | Saint-Étienne-Guingamp     | 2-1 |

|         | 2ª giornata                  |     |
|         |                              |     |
| 18 ago. | Amiens-Montpellier           | 1-2 |
| 18 ago. | Caen-Nizza                   | 1-1 |
| 18 ago. | Digione-Nantes               | 2-0 |
| 18 ago. | Guingamp-Paris Saint-Germain | 1-3 |
| 18 ago. | Monaco-Lilla                 | 0-0 |
| 19 ago. | Nîmes-Olympique Marsiglia    | 3-1 |
| 18 ago. | Rennes-Angers                | 1-0 |
| 17 ago. | Stade Reims-Olympique Lione  | 1-0 |
| 19 ago. | Strasburgo-Saint-Étienne     | 1-1 |
| 19 ago. | Tolosa-Bordeaux              | 2-1 |

|         | 3ª giornata                |     |
|         |                            |     |
| 25 ago. | Amiens-Stade Reims         | 4-1 |
| 26 ago. | Bordeaux-Monaco            | 2-1 |
| 26 ago. | Lilla-Guingamp             | 3-0 |
| 24 ago. | Olympique Lione-Strasburgo | 2-0 |
| 26 ago. | Olympique Marsiglia-Rennes | 2-2 |
| 25 ago. | Montpellier-Saint-Étienne  | 0-0 |
| 25 ago. | Nantes-Caen                | 1-1 |
| 25 ago. | Nizza-Digione              | 0-4 |
| 25 ago. | Paris Saint-Germain-Angers | 3-1 |
| 25 ago. | Tolosa-Nîmes               | 1-0 |

|         | 4ª giornata                |     |
|         |                            |     |
| 1º set. | Angers-Lilla               | 1-0 |
| 1º set. | Digione-Caen               | 0-2 |
| 1º set. | Guingamp-Tolosa            | 1-2 |
| 31 ago. | Olympique Lione-Nizza      | 0-1 |
| 2 set.  | Monaco-Olympique Marsiglia | 2-3 |
| 1º set. | Nîmes-Paris Saint-Germain  | 2-4 |
| 2 set.  | Rennes-Bordeaux            | 2-0 |
| 2 set.  | Saint-Étienne-Amiens       | 0-0 |
| 1º set. | Stade Reims-Montpellier    | 0-1 |
| 1º set. | Strasburgo-Nantes          | 2-3 |

|         | 3ª giornata                |     |
|         |                            |     |
| 25 ago. | Amiens-Stade Reims         | 4-1 |
| 26 ago. | Bordeaux-Monaco            | 2-1 |
| 26 ago. | Lilla-Guingamp             | 3-0 |
| 24 ago. | Olympique Lione-Strasburgo | 2-0 |
| 26 ago. | Olympique Marsiglia-Rennes | 2-2 |
| 25 ago. | Montpellier-Saint-Étienne  | 0-0 |
| 25 ago. | Nantes-Caen                | 1-1 |
| 25 ago. | Nizza-Digione              | 0-4 |
| 25 ago. | Paris Saint-Germain-Angers | 3-1 |
| 25 ago. | Tolosa-Nîmes               | 1-0 |

|         | 4ª giornata                |     |
|         |                            |     |
| 1º set. | Angers-Lilla               | 1-0 |
| 1º set. | Digione-Caen               | 0-2 |
| 1º set. | Guingamp-Tolosa            | 1-2 |
| 31 ago. | Olympique Lione-Nizza      | 0-1 |
| 2 set.  | Monaco-Olympique Marsiglia | 2-3 |
| 1º set. | Nîmes-Paris Saint-Germain  | 2-4 |
| 2 set.  | Rennes-Bordeaux            | 2-0 |
| 2 set.  | Saint-Étienne-Amiens       | 0-0 |
| 1º set. | Stade Reims-Montpellier    | 0-1 |
| 1º set. | Strasburgo-Nantes          | 2-3 |

|         | 5ª giornata                       |     |
|         |                                   |     |
| 15 set. | Amiens-Lilla                      | 2-3 |
| 16 set. | Bordeaux-Nîmes                    | 3-3 |
| 15 set. | Caen-Olympique Lione              | 2-2 |
| 15 set. | Digione-Angers                    | 1-3 |
| 16 set. | Olympique Marsiglia-Guingamp      | 4-0 |
| 15 set. | Montpellier-Strasburgo            | 1-1 |
| 16 set. | Nantes-Stade Reims                | 0-0 |
| 14 set. | Nizza-Rennes                      | 2-1 |
| 14 set. | Paris Saint-Germain-Saint-Étienne | 4-0 |
| 15 set. | Tolosa-Monaco                     | 1-1 |

|         | 6ª giornata                         |     |
|         |                                     |     |
| 22 set. | Angers-Tolosa                       | 0-0 |
| 23 set. | Guingamp-Bordeaux                   | 1-3 |
| 22 set. | Lilla-Nantes                        | 2-1 |
| 23 set. | Olympique Lione-Olympique Marsiglia | 4-2 |
| 21 set. | Monaco-Nîmes                        | 1-1 |
| 22 set. | Montpellier-Nizza                   | 1-0 |
| 23 set. | Rennes-Paris Saint-Germain          | 1-3 |
| 22 set. | Saint-Étienne-Caen                  | 2-1 |
| 22 set. | Stade Reims-Digione                 | 0-0 |
| 22 set. | Strasburgo-Amiens                   | 3-1 |

|         | 5ª giornata                       |     |
|         |                                   |     |
| 15 set. | Amiens-Lilla                      | 2-3 |
| 16 set. | Bordeaux-Nîmes                    | 3-3 |
| 15 set. | Caen-Olympique Lione              | 2-2 |
| 15 set. | Digione-Angers                    | 1-3 |
| 16 set. | Olympique Marsiglia-Guingamp      | 4-0 |
| 15 set. | Montpellier-Strasburgo            | 1-1 |
| 16 set. | Nantes-Stade Reims                | 0-0 |
| 14 set. | Nizza-Rennes                      | 2-1 |
| 14 set. | Paris Saint-Germain-Saint-Étienne | 4-0 |
| 15 set. | Tolosa-Monaco                     | 1-1 |

|         | 6ª giornata                         |     |
|         |                                     |     |
| 22 set. | Angers-Tolosa                       | 0-0 |
| 23 set. | Guingamp-Bordeaux                   | 1-3 |
| 22 set. | Lilla-Nantes                        | 2-1 |
| 23 set. | Olympique Lione-Olympique Marsiglia | 4-2 |
| 21 set. | Monaco-Nîmes                        | 1-1 |
| 22 set. | Montpellier-Nizza                   | 1-0 |
| 23 set. | Rennes-Paris Saint-Germain          | 1-3 |
| 22 set. | Saint-Étienne-Caen                  | 2-1 |
| 22 set. | Stade Reims-Digione                 | 0-0 |
| 22 set. | Strasburgo-Amiens                   | 3-1 |

|         | 7ª giornata                     |     |
|         |                                 |     |
| 26 set. | Amiens-Rennes                   | 2-1 |
| 26 set. | Bordeaux-Lilla                  | 1-0 |
| 26 set. | Caen-Montpellier                | 2-2 |
| 26 set. | Digione-Olympique Lione         | 0-3 |
| 26 set. | Olympique Marsiglia-Strasburgo  | 3-2 |
| 25 set. | Monaco-Angers                   | 0-1 |
| 25 set. | Nantes-Nizza                    | 1-2 |
| 26 set. | Nîmes-Guingamp                  | 0-0 |
| 26 set. | Paris Saint-Germain-Stade Reims | 4-1 |
| 25 set. | Tolosa-Saint-Étienne            | 2-3 |

|         | 8ª giornata               |     |
|         |                           |     |
| 29 set. | Angers-Guingamp           | 0-1 |
| 29 set. | Caen-Amiens               | 1-0 |
| 30 set. | Lilla-Olympique Marsiglia | 3-0 |
| 29 set. | Olympique Lione-Nantes    | 1-1 |
| 30 set. | Montpellier-Nîmes         | 3-0 |
| 29 set. | Nizza-Paris Saint-Germain | 0-3 |
| 30 set. | Rennes-Tolosa             | 1-1 |
| 28 set. | Saint-Étienne-Monaco      | 2-0 |
| 29 set. | Stade Reims-Bordeaux      | 0-0 |
| 29 set. | Strasburgo-Digione        | 3-0 |

|         | 7ª giornata                     |     |
|         |                                 |     |
| 26 set. | Amiens-Rennes                   | 2-1 |
| 26 set. | Bordeaux-Lilla                  | 1-0 |
| 26 set. | Caen-Montpellier                | 2-2 |
| 26 set. | Digione-Olympique Lione         | 0-3 |
| 26 set. | Olympique Marsiglia-Strasburgo  | 3-2 |
| 25 set. | Monaco-Angers                   | 0-1 |
| 25 set. | Nantes-Nizza                    | 1-2 |
| 26 set. | Nîmes-Guingamp                  | 0-0 |
| 26 set. | Paris Saint-Germain-Stade Reims | 4-1 |
| 25 set. | Tolosa-Saint-Étienne            | 2-3 |

|         | 8ª giornata               |     |
|         |                           |     |
| 29 set. | Angers-Guingamp           | 0-1 |
| 29 set. | Caen-Amiens               | 1-0 |
| 30 set. | Lilla-Olympique Marsiglia | 3-0 |
| 29 set. | Olympique Lione-Nantes    | 1-1 |
| 30 set. | Montpellier-Nîmes         | 3-0 |
| 29 set. | Nizza-Paris Saint-Germain | 0-3 |
| 30 set. | Rennes-Tolosa             | 1-1 |
| 28 set. | Saint-Étienne-Monaco      | 2-0 |
| 29 set. | Stade Reims-Bordeaux      | 0-0 |
| 29 set. | Strasburgo-Digione        | 3-0 |

|        | 9ª giornata                         |     |
|        |                                     |     |
| 6 ott. | Amiens-Digione                      | 1-0 |
| 6 ott. | Angers-Strasburgo                   | 2-2 |
| 7 ott. | Bordeaux-Nantes                     | 3-0 |
| 6 ott. | Guingamp-Montpellier                | 1-1 |
| 6 ott. | Lilla-Saint-Étienne                 | 3-1 |
| 7 ott. | Olympique Marsiglia-Caen            | 2-0 |
| 7 ott. | Monaco-Rennes                       | 1-2 |
| 6 ott. | Nîmes-Stade Reims                   | 0-0 |
| 7 ott. | Paris Saint-Germain-Olympique Lione | 5-0 |
| 5 ott. | Tolosa-Nizza                        | 1-1 |

|         | 10ª giornata               |     |
|         |                            |     |
| 20 ott. | Caen-Guingamp              | 0-0 |
| 20 ott. | Digione-Lilla              | 1-2 |
| 19 ott. | Olympique Lione-Nîmes      | 2-0 |
| 21 ott. | Montpellier-Bordeaux       | 2-0 |
| 20 ott. | Nantes-Tolosa              | 4-0 |
| 21 ott. | Nizza-Olympique Marsiglia  | 0-1 |
| 20 ott. | Paris Saint-Germain-Amiens | 5-0 |
| 21 ott. | Saint-Étienne-Rennes       | 1-1 |
| 20 ott. | Stade Reims-Angers         | 1-1 |
| 20 ott. | Strasburgo-Monaco          | 2-1 |

|        | 9ª giornata                         |     |
|        |                                     |     |
| 6 ott. | Amiens-Digione                      | 1-0 |
| 6 ott. | Angers-Strasburgo                   | 2-2 |
| 7 ott. | Bordeaux-Nantes                     | 3-0 |
| 6 ott. | Guingamp-Montpellier                | 1-1 |
| 6 ott. | Lilla-Saint-Étienne                 | 3-1 |
| 7 ott. | Olympique Marsiglia-Caen            | 2-0 |
| 7 ott. | Monaco-Rennes                       | 1-2 |
| 6 ott. | Nîmes-Stade Reims                   | 0-0 |
| 7 ott. | Paris Saint-Germain-Olympique Lione | 5-0 |
| 5 ott. | Tolosa-Nizza                        | 1-1 |

|         | 10ª giornata               |     |
|         |                            |     |
| 20 ott. | Caen-Guingamp              | 0-0 |
| 20 ott. | Digione-Lilla              | 1-2 |
| 19 ott. | Olympique Lione-Nîmes      | 2-0 |
| 21 ott. | Montpellier-Bordeaux       | 2-0 |
| 20 ott. | Nantes-Tolosa              | 4-0 |
| 21 ott. | Nizza-Olympique Marsiglia  | 0-1 |
| 20 ott. | Paris Saint-Germain-Amiens | 5-0 |
| 21 ott. | Saint-Étienne-Rennes       | 1-1 |
| 20 ott. | Stade Reims-Angers         | 1-1 |
| 20 ott. | Strasburgo-Monaco          | 2-1 |

|         | 11ª giornata                            |     |
|         |                                         |     |
| 27 ott. | Amiens-Nantes                           | 1-2 |
| 27 ott. | Angers-Olympique Lione                  | 1-2 |
| 28 ott. | Bordeaux-Nizza                          | 0-1 |
| 27 ott. | Guingamp-Strasburgo                     | 1-1 |
| 27 ott. | Lilla-Caen                              | 1-0 |
| 28 ott. | Olympique Marsiglia-Paris Saint-Germain | 0-2 |
| 27 ott. | Monaco-Digione                          | 2-2 |
| 26 ott. | Nîmes-Saint-Étienne                     | 1-1 |
| 28 ott. | Rennes-Stade Reims                      | 0-2 |
| 26 ott. | Tolosa-Montpellier                      | 0-3 |

|        | 12ª giornata                    |     |
|        |                                 |     |
| 3 nov. | Caen-Rennes                     | 1-2 |
| 3 nov. | Digione-Nîmes                   | 0-4 |
| 3 nov. | Olympique Lione-Bordeaux        | 1-1 |
| 4 nov. | Montpellier-Olympique Marsiglia | 3-0 |
| 4 nov. | Nantes-Guingamp                 | 5-0 |
| 3 nov. | Nizza-Amiens                    | 1-0 |
| 2 nov. | Paris Saint-Germain-Lilla       | 2-1 |
| 4 nov. | Saint-Étienne-Angers            | 4-3 |
| 3 nov. | Stade Reims-Monaco              | 1-0 |
| 3 nov. | Strasburgo-Tolosa               | 1-1 |

|         | 11ª giornata                            |     |
|         |                                         |     |
| 27 ott. | Amiens-Nantes                           | 1-2 |
| 27 ott. | Angers-Olympique Lione                  | 1-2 |
| 28 ott. | Bordeaux-Nizza                          | 0-1 |
| 27 ott. | Guingamp-Strasburgo                     | 1-1 |
| 27 ott. | Lilla-Caen                              | 1-0 |
| 28 ott. | Olympique Marsiglia-Paris Saint-Germain | 0-2 |
| 27 ott. | Monaco-Digione                          | 2-2 |
| 26 ott. | Nîmes-Saint-Étienne                     | 1-1 |
| 28 ott. | Rennes-Stade Reims                      | 0-2 |
| 26 ott. | Tolosa-Montpellier                      | 0-3 |

|        | 12ª giornata                    |     |
|        |                                 |     |
| 3 nov. | Caen-Rennes                     | 1-2 |
| 3 nov. | Digione-Nîmes                   | 0-4 |
| 3 nov. | Olympique Lione-Bordeaux        | 1-1 |
| 4 nov. | Montpellier-Olympique Marsiglia | 3-0 |
| 4 nov. | Nantes-Guingamp                 | 5-0 |
| 3 nov. | Nizza-Amiens                    | 1-0 |
| 2 nov. | Paris Saint-Germain-Lilla       | 2-1 |
| 4 nov. | Saint-Étienne-Angers            | 4-3 |
| 3 nov. | Stade Reims-Monaco              | 1-0 |
| 3 nov. | Strasburgo-Tolosa               | 1-1 |

|         | 13ª giornata                |     |
|         |                             |     |
| 10 nov. | Angers-Montpellier          | 1-0 |
| 11 nov. | Bordeaux-Caen               | 0-0 |
| 10 nov. | Guingamp-Olympique Lione    | 2-4 |
| 9 nov.  | Lilla-Strasburgo            | 0-0 |
| 11 nov. | Olympique Marsiglia-Digione | 2-0 |
| 11 nov. | Monaco-Paris Saint-Germain  | 0-4 |
| 10 nov. | Nîmes-Nizza                 | 0-1 |
| 11 nov. | Rennes-Nantes               | 1-1 |
| 10 nov. | Saint-Étienne-Stade Reims   | 2-0 |
| 10 nov. | Tolosa-Amiens               | 0-1 |

|         | 14ª giornata                  |     |
|         |                               |     |
| 25 nov. | Amiens-Olympique Marsiglia    | 1-3 |
| 24 nov. | Caen-Monaco                   | 0-1 |
| 24 nov. | Digione-Bordeaux              | 0-0 |
| 23 nov. | Olympique Lione-Saint-Étienne | 1-0 |
| 25 nov. | Montpellier-Rennes            | 2-2 |
| 24 nov. | Nantes-Angers                 | 1-1 |
| 25 nov. | Nizza-Lilla                   | 2-0 |
| 24 nov. | Paris Saint-Germain-Tolosa    | 1-0 |
| 24 nov. | Stade Reims-Guingamp          | 2-1 |
| 24 nov. | Strasburgo-Nîmes              | 0-1 |

|         | 13ª giornata                |     |
|         |                             |     |
| 10 nov. | Angers-Montpellier          | 1-0 |
| 11 nov. | Bordeaux-Caen               | 0-0 |
| 10 nov. | Guingamp-Olympique Lione    | 2-4 |
| 9 nov.  | Lilla-Strasburgo            | 0-0 |
| 11 nov. | Olympique Marsiglia-Digione | 2-0 |
| 11 nov. | Monaco-Paris Saint-Germain  | 0-4 |
| 10 nov. | Nîmes-Nizza                 | 0-1 |
| 11 nov. | Rennes-Nantes               | 1-1 |
| 10 nov. | Saint-Étienne-Stade Reims   | 2-0 |
| 10 nov. | Tolosa-Amiens               | 0-1 |

|         | 14ª giornata                  |     |
|         |                               |     |
| 25 nov. | Amiens-Olympique Marsiglia    | 1-3 |
| 24 nov. | Caen-Monaco                   | 0-1 |
| 24 nov. | Digione-Bordeaux              | 0-0 |
| 23 nov. | Olympique Lione-Saint-Étienne | 1-0 |
| 25 nov. | Montpellier-Rennes            | 2-2 |
| 24 nov. | Nantes-Angers                 | 1-1 |
| 25 nov. | Nizza-Lilla                   | 2-0 |
| 24 nov. | Paris Saint-Germain-Tolosa    | 1-0 |
| 24 nov. | Stade Reims-Guingamp          | 2-1 |
| 24 nov. | Strasburgo-Nîmes              | 0-1 |

|         | 15ª giornata                    |     |
|         |                                 |     |
| 1° dic. | Angers-Caen                     | 1-1 |
| 2 dic.  | Bordeaux-Paris Saint-Germain    | 2-2 |
| 1° dic. | Guingamp-Nizza                  | 0-0 |
| 1° dic. | Lilla-Olympique Lione           | 2-2 |
| 2 dic.  | Olympique Marsiglia-Stade Reims | 0-0 |
| 1° dic. | Monaco-Montpellier              | 1-2 |
| 1° dic. | Nîmes-Amiens                    | 3-0 |
| 2 dic.  | Rennes-Strasburgo               | 1-4 |
| 30 nov. | Saint-Étienne-Nantes            | 3-0 |
| 2 dic.  | Tolosa-Digione                  | 2-2 |

|        | 16ª giornata                   |     |
|        |                                |     |
| 4 dic. | Amiens-Monaco                  | 0-2 |
| 5 dic. | Bordeaux-Saint-Étienne         | 3-2 |
| 5 dic. | Caen-Nîmes                     | 1-2 |
| 5 dic. | Digione-Guingamp               | 3-2 |
| 5 dic. | Olympique Lione-Rennes         | 0-2 |
| 4 dic. | Montpellier-Lilla              | 0-1 |
| 5 dic. | Nantes-Olympique Marsiglia     | 3-2 |
| 4 dic. | Nizza-Angers                   | 0-0 |
| 4 dic. | Stade Reims-Tolosa             | 0-1 |
| 4 dic. | Strasburgo-Paris Saint-Germain | 1-1 |

|         | 15ª giornata                    |     |
|         |                                 |     |
| 1° dic. | Angers-Caen                     | 1-1 |
| 2 dic.  | Bordeaux-Paris Saint-Germain    | 2-2 |
| 1° dic. | Guingamp-Nizza                  | 0-0 |
| 1° dic. | Lilla-Olympique Lione           | 2-2 |
| 2 dic.  | Olympique Marsiglia-Stade Reims | 0-0 |
| 1° dic. | Monaco-Montpellier              | 1-2 |
| 1° dic. | Nîmes-Amiens                    | 3-0 |
| 2 dic.  | Rennes-Strasburgo               | 1-4 |
| 30 nov. | Saint-Étienne-Nantes            | 3-0 |
| 2 dic.  | Tolosa-Digione                  | 2-2 |

|        | 16ª giornata                   |     |
|        |                                |     |
| 4 dic. | Amiens-Monaco                  | 0-2 |
| 5 dic. | Bordeaux-Saint-Étienne         | 3-2 |
| 5 dic. | Caen-Nîmes                     | 1-2 |
| 5 dic. | Digione-Guingamp               | 3-2 |
| 5 dic. | Olympique Lione-Rennes         | 0-2 |
| 4 dic. | Montpellier-Lilla              | 0-1 |
| 5 dic. | Nantes-Olympique Marsiglia     | 3-2 |
| 4 dic. | Nizza-Angers                   | 0-0 |
| 4 dic. | Stade Reims-Tolosa             | 0-1 |
| 4 dic. | Strasburgo-Paris Saint-Germain | 1-1 |

|         | 17ª giornata                      |     |
|         |                                   |     |
| 15 gen. | Angers-Bordeaux                   | 1-2 |
| 8 dic.  | Guingamp-Amiens                   | 1-2 |
| 9 dic.  | Lilla-Stade Reims                 | 1-1 |
| 16 gen. | Monaco-Nizza                      | 1-1 |
| 16 gen. | Nîmes-Nantes                      | 1-0 |
| 20 feb. | Paris Saint-Germain-Montpellier   | 5-1 |
| 8 dic.  | Rennes-Digione                    | 2-0 |
| 16 gen. | Saint-Étienne-Olympique Marsiglia | 2-1 |
| 9 dic.  | Strasburgo-Caen                   | 2-2 |
| 16 gen. | Tolosa-Olympique Lione            | 2-2 |

|         | 18ª giornata                 |     |
|         |                              |     |
| 8 gen.  | Amiens-Angers                | 0-0 |
| 18 dic. | Caen-Tolosa                  | 2-1 |
| 12 mar. | Digione-Paris Saint-Germain  | 0-4 |
| 16 gen. | Guingamp-Rennes              | 2-1 |
| 16 dic. | Olympique Lione-Monaco       | 3-0 |
| 5 feb.  | Olympique Marsiglia-Bordeaux | 1-0 |
| 8 gen.  | Nantes-Montpellier           | 2-0 |
| 16 dic. | Nîmes-Lilla                  | 2-3 |
| 16 dic. | Nizza-Saint-Étienne          | 1-1 |
| 15 dic. | Stade Reims-Strasburgo       | 2-1 |

|         | 17ª giornata                      |     |
|         |                                   |     |
| 15 gen. | Angers-Bordeaux                   | 1-2 |
| 8 dic.  | Guingamp-Amiens                   | 1-2 |
| 9 dic.  | Lilla-Stade Reims                 | 1-1 |
| 16 gen. | Monaco-Nizza                      | 1-1 |
| 16 gen. | Nîmes-Nantes                      | 1-0 |
| 20 feb. | Paris Saint-Germain-Montpellier   | 5-1 |
| 8 dic.  | Rennes-Digione                    | 2-0 |
| 16 gen. | Saint-Étienne-Olympique Marsiglia | 2-1 |
| 9 dic.  | Strasburgo-Caen                   | 2-2 |
| 16 gen. | Tolosa-Olympique Lione            | 2-2 |

|         | 18ª giornata                 |     |
|         |                              |     |
| 8 gen.  | Amiens-Angers                | 0-0 |
| 18 dic. | Caen-Tolosa                  | 2-1 |
| 12 mar. | Digione-Paris Saint-Germain  | 0-4 |
| 16 gen. | Guingamp-Rennes              | 2-1 |
| 16 dic. | Olympique Lione-Monaco       | 3-0 |
| 5 feb.  | Olympique Marsiglia-Bordeaux | 1-0 |
| 8 gen.  | Nantes-Montpellier           | 2-0 |
| 16 dic. | Nîmes-Lilla                  | 2-3 |
| 16 dic. | Nizza-Saint-Étienne          | 1-1 |
| 15 dic. | Stade Reims-Strasburgo       | 2-1 |

| \| \| 19ª giornata \| \| \| \| \| \| \| 22 dic. \| Angers-Olympique Marsiglia \| 1-1 \| \| 23 dic. \| Bordeaux-Amiens \| 1-1 \| \| 22 dic. \| Lilla-Tolosa \| 1-2 \| \| 22 dic. \| Monaco-Guingamp \| 0-2 \| \| 22 dic. \| Montpellier-Olympique Lione \| 1-1 \| \| 22 dic. \| Paris Saint-Germain-Nantes \| 1-0 \| \| 22 dic. \| Rennes-Nîmes \| 4-0 \| \| 22 dic. \| Saint-Étienne-Digione \| 3-0 \| \| 22 dic. \| Stade Reims-Caen \| 2-2 \| \| 22 dic. \| Strasburgo-Nizza \| 2-0 \| |                             |     |
| | 19ª giornata                |     |
| |                             |     |
| 22 dic. | Angers-Olympique Marsiglia  | 1-1 |
| 23 dic. | Bordeaux-Amiens             | 1-1 |
| 22 dic. | Lilla-Tolosa                | 1-2 |
| 22 dic. | Monaco-Guingamp             | 0-2 |
| 22 dic. | Montpellier-Olympique Lione | 1-1 |
| 22 dic. | Paris Saint-Germain-Nantes  | 1-0 |
| 22 dic. | Rennes-Nîmes                | 4-0 |
| 22 dic. | Saint-Étienne-Digione       | 3-0 |
| 22 dic. | Stade Reims-Caen            | 2-2 |
| 22 dic. | Strasburgo-Nizza            | 2-0 |

|         | 19ª giornata                |     |
|         |                             |     |
| 22 dic. | Angers-Olympique Marsiglia  | 1-1 |
| 23 dic. | Bordeaux-Amiens             | 1-1 |
| 22 dic. | Lilla-Tolosa                | 1-2 |
| 22 dic. | Monaco-Guingamp             | 0-2 |
| 22 dic. | Montpellier-Olympique Lione | 1-1 |
| 22 dic. | Paris Saint-Germain-Nantes  | 1-0 |
| 22 dic. | Rennes-Nîmes                | 4-0 |
| 22 dic. | Saint-Étienne-Digione       | 3-0 |
| 22 dic. | Stade Reims-Caen            | 2-2 |
| 22 dic. | Strasburgo-Nizza            | 2-0 |

#### Girone di ritorno
|         | 20ª giornata                |     |
|         |                             |     |
| 12 gen. | Amiens-Paris Saint-Germain  | 0-3 |
| 11 gen. | Caen-Lilla                  | 1-3 |
| 13 gen. | Digione-Montpellier         | 1-1 |
| 12 gen. | Guingamp-Saint-Étienne      | 0-1 |
| 11 gen. | Olympique Lione-Stade Reims | 1-1 |
| 13 gen. | Olympique Marsiglia-Monaco  | 1-1 |
| 13 gen. | Nantes-Rennes               | 0-1 |
| 23 gen. | Nîmes-Angers                | 3-1 |
| 12 gen. | Nizza-Bordeaux              | 1-0 |
| 13 gen. | Tolosa-Strasburgo           | 1-2 |

|         | 21ª giornata                  |     |
|         |                               |     |
| 20 gen. | Angers-Nantes                 | 1-0 |
| 20 gen. | Bordeaux-Digione              | 1-0 |
| 20 gen. | Caen-Olympique Marsiglia      | 0-1 |
| 18 gen. | Lilla-Amiens                  | 2-1 |
| 19 gen. | Monaco-Strasburgo             | 1-5 |
| 19 gen. | Nîmes-Tolosa                  | 0-1 |
| 19 gen. | Paris Saint-Germain-Guingamp  | 9-0 |
| 20 gen. | Rennes-Montpellier            | 0-0 |
| 20 gen. | Saint-Étienne-Olympique Lione | 1-2 |
| 19 gen. | Stade Reims-Nizza             | 1-1 |

|         | 20ª giornata                |     |
|         |                             |     |
| 12 gen. | Amiens-Paris Saint-Germain  | 0-3 |
| 11 gen. | Caen-Lilla                  | 1-3 |
| 13 gen. | Digione-Montpellier         | 1-1 |
| 12 gen. | Guingamp-Saint-Étienne      | 0-1 |
| 11 gen. | Olympique Lione-Stade Reims | 1-1 |
| 13 gen. | Olympique Marsiglia-Monaco  | 1-1 |
| 13 gen. | Nantes-Rennes               | 0-1 |
| 23 gen. | Nîmes-Angers                | 3-1 |
| 12 gen. | Nizza-Bordeaux              | 1-0 |
| 13 gen. | Tolosa-Strasburgo           | 1-2 |

|         | 21ª giornata                  |     |
|         |                               |     |
| 20 gen. | Angers-Nantes                 | 1-0 |
| 20 gen. | Bordeaux-Digione              | 1-0 |
| 20 gen. | Caen-Olympique Marsiglia      | 0-1 |
| 18 gen. | Lilla-Amiens                  | 2-1 |
| 19 gen. | Monaco-Strasburgo             | 1-5 |
| 19 gen. | Nîmes-Tolosa                  | 0-1 |
| 19 gen. | Paris Saint-Germain-Guingamp  | 9-0 |
| 20 gen. | Rennes-Montpellier            | 0-0 |
| 20 gen. | Saint-Étienne-Olympique Lione | 1-2 |
| 19 gen. | Stade Reims-Nizza             | 1-1 |

|         | 22ª giornata               |     |
|         |                            |     |
| 27 gen. | Amiens-Olympique Lione     | 0-1 |
| 26 gen. | Digione-Monaco             | 2-0 |
| 26 gen. | Guingamp-Stade Reims       | 0-1 |
| 25 gen. | Olympique Marsiglia-Lilla  | 1-2 |
| 27 gen. | Montpellier-Caen           | 2-0 |
| 30 gen. | Nantes-Saint-Étienne       | 1-1 |
| 26 gen. | Nizza-Nîmes                | 2-0 |
| 27 gen. | Paris Saint-Germain-Rennes | 4-1 |
| 26 gen. | Strasburgo-Bordeaux        | 1-0 |
| 27 gen. | Tolosa-Angers              | 0-0 |

|         | 23ª giornata                        |     |
|         |                                     |     |
| 2 feb.  | Angers-Digione                      | 1-0 |
| 20 feb. | Bordeaux-Guingamp                   | 0-0 |
| 13 feb. | Caen-Nantes                         | 0-1 |
| 1° feb. | Lilla-Nizza                         | 4-0 |
| 3 feb.  | Olympique Lione-Paris Saint-Germain | 2-1 |
| 2 feb.  | Monaco-Tolosa                       | 2-1 |
| 3 feb.  | Nîmes-Montpellier                   | 1-1 |
| 2 feb.  | Rennes-Amiens                       | 1-0 |
| 13 feb. | Saint-Étienne-Strasburgo            | 2-1 |
| 2 feb.  | Stade Reims-Olympique Marsiglia     | 2-1 |

|         | 22ª giornata               |     |
|         |                            |     |
| 27 gen. | Amiens-Olympique Lione     | 0-1 |
| 26 gen. | Digione-Monaco             | 2-0 |
| 26 gen. | Guingamp-Stade Reims       | 0-1 |
| 25 gen. | Olympique Marsiglia-Lilla  | 1-2 |
| 27 gen. | Montpellier-Caen           | 2-0 |
| 30 gen. | Nantes-Saint-Étienne       | 1-1 |
| 26 gen. | Nizza-Nîmes                | 2-0 |
| 27 gen. | Paris Saint-Germain-Rennes | 4-1 |
| 26 gen. | Strasburgo-Bordeaux        | 1-0 |
| 27 gen. | Tolosa-Angers              | 0-0 |

|         | 23ª giornata                        |     |
|         |                                     |     |
| 2 feb.  | Angers-Digione                      | 1-0 |
| 20 feb. | Bordeaux-Guingamp                   | 0-0 |
| 13 feb. | Caen-Nantes                         | 0-1 |
| 1° feb. | Lilla-Nizza                         | 4-0 |
| 3 feb.  | Olympique Lione-Paris Saint-Germain | 2-1 |
| 2 feb.  | Monaco-Tolosa                       | 2-1 |
| 3 feb.  | Nîmes-Montpellier                   | 1-1 |
| 2 feb.  | Rennes-Amiens                       | 1-0 |
| 13 feb. | Saint-Étienne-Strasburgo            | 2-1 |
| 2 feb.  | Stade Reims-Olympique Marsiglia     | 2-1 |

|         | 24ª giornata                 |     |
|         |                              |     |
| 9 feb.  | Amiens-Caen                  | 1-0 |
| 8 feb.  | Digione-Olympique Marsiglia  | 1-2 |
| 10 feb. | Guingamp-Lilla               | 0-2 |
| 10 feb. | Montpellier-Monaco           | 2-2 |
| 10 feb. | Nantes-Nîmes                 | 2-4 |
| 10 feb. | Nizza-Olympique Lione        | 1-0 |
| 9 feb.  | Paris Saint-Germain-Bordeaux | 1-0 |
| 10 feb. | Rennes-Saint-Étienne         | 3-0 |
| 9 feb.  | Strasburgo-Angers            | 1-2 |
| 10 feb. | Tolosa-Stade Reims           | 1-1 |

|         | 25ª giornata                      |     |
|         |                                   |     |
| 16 feb. | Angers-Nizza                      | 3-0 |
| 17 feb. | Bordeaux-Tolosa                   | 2-1 |
| 17 feb. | Caen-Strasburgo                   | 0-0 |
| 17 feb. | Lilla-Montpellier                 | 0-0 |
| 15 feb. | Olympique Lione-Guingamp          | 2-1 |
| 16 feb. | Olympique Marsiglia-Amiens        | 2-0 |
| 16 feb. | Monaco-Nantes                     | 1-0 |
| 15 feb. | Nîmes-Digione                     | 2-0 |
| 17 feb. | Saint-Étienne-Paris Saint-Germain | 0-1 |
| 17 feb. | Stade Reims-Rennes                | 2-0 |

|         | 24ª giornata                 |     |
|         |                              |     |
| 9 feb.  | Amiens-Caen                  | 1-0 |
| 8 feb.  | Digione-Olympique Marsiglia  | 1-2 |
| 10 feb. | Guingamp-Lilla               | 0-2 |
| 10 feb. | Montpellier-Monaco           | 2-2 |
| 10 feb. | Nantes-Nîmes                 | 2-4 |
| 10 feb. | Nizza-Olympique Lione        | 1-0 |
| 9 feb.  | Paris Saint-Germain-Bordeaux | 1-0 |
| 10 feb. | Rennes-Saint-Étienne         | 3-0 |
| 9 feb.  | Strasburgo-Angers            | 1-2 |
| 10 feb. | Tolosa-Stade Reims           | 1-1 |

|         | 25ª giornata                      |     |
|         |                                   |     |
| 16 feb. | Angers-Nizza                      | 3-0 |
| 17 feb. | Bordeaux-Tolosa                   | 2-1 |
| 17 feb. | Caen-Strasburgo                   | 0-0 |
| 17 feb. | Lilla-Montpellier                 | 0-0 |
| 15 feb. | Olympique Lione-Guingamp          | 2-1 |
| 16 feb. | Olympique Marsiglia-Amiens        | 2-0 |
| 16 feb. | Monaco-Nantes                     | 1-0 |
| 15 feb. | Nîmes-Digione                     | 2-0 |
| 17 feb. | Saint-Étienne-Paris Saint-Germain | 0-1 |
| 17 feb. | Stade Reims-Rennes                | 2-0 |

|         | 26ª giornata               |     |
|         |                            |     |
| 23 feb. | Amiens-Nizza               | 1-0 |
| 22 feb. | Digione-Saint-Étienne      | 0-1 |
| 23 feb. | Guingamp-Angers            | 1-0 |
| 24 feb. | Monaco-Olympique Lione     | 2-0 |
| 24 feb. | Montpellier-Stade Reims    | 2-4 |
| 24 feb. | Nantes-Bordeaux            | 1-0 |
| 23 feb. | Paris Saint-Germain-Nîmes  | 3-0 |
| 24 feb. | Rennes-Olympique Marsiglia | 1-1 |
| 22 feb. | Strasburgo-Lilla           | 1-1 |
| 24 feb. | Tolosa-Caen                | 1-1 |

|        | 27ª giornata                      |     |
|        |                                   |     |
| 2 mar. | Angers-Monaco                     | 2-2 |
| 5 mar. | Bordeaux-Montpellier              | 1-2 |
| 2 mar. | Caen-Paris Saint-Germain          | 1-2 |
| 3 mar. | Guingamp-Nantes                   | 0-0 |
| 3 mar. | Lilla-Digione                     | 1-0 |
| 3 mar. | Olympique Lione-Tolosa            | 5-1 |
| 3 mar. | Olympique Marsiglia-Saint-Étienne | 2-0 |
| 9 apr. | Nîmes-Rennes                      | 3-1 |
| 3 mar. | Nizza-Strasburgo                  | 1-0 |
| 2 mar. | Stade Reims-Amiens                | 2-2 |

|         | 26ª giornata               |     |
|         |                            |     |
| 23 feb. | Amiens-Nizza               | 1-0 |
| 22 feb. | Digione-Saint-Étienne      | 0-1 |
| 23 feb. | Guingamp-Angers            | 1-0 |
| 24 feb. | Monaco-Olympique Lione     | 2-0 |
| 24 feb. | Montpellier-Stade Reims    | 2-4 |
| 24 feb. | Nantes-Bordeaux            | 1-0 |
| 23 feb. | Paris Saint-Germain-Nîmes  | 3-0 |
| 24 feb. | Rennes-Olympique Marsiglia | 1-1 |
| 22 feb. | Strasburgo-Lilla           | 1-1 |
| 24 feb. | Tolosa-Caen                | 1-1 |

|        | 27ª giornata                      |     |
|        |                                   |     |
| 2 mar. | Angers-Monaco                     | 2-2 |
| 5 mar. | Bordeaux-Montpellier              | 1-2 |
| 2 mar. | Caen-Paris Saint-Germain          | 1-2 |
| 3 mar. | Guingamp-Nantes                   | 0-0 |
| 3 mar. | Lilla-Digione                     | 1-0 |
| 3 mar. | Olympique Lione-Tolosa            | 5-1 |
| 3 mar. | Olympique Marsiglia-Saint-Étienne | 2-0 |
| 9 apr. | Nîmes-Rennes                      | 3-1 |
| 3 mar. | Nizza-Strasburgo                  | 1-0 |
| 2 mar. | Stade Reims-Amiens                | 2-2 |

|         | 28ª giornata               |     |
|         |                            |     |
| 9 mar.  | Amiens-Nîmes               | 2-1 |
| 9 mar.  | Digione-Stade Reims        | 1-1 |
| 10 mar. | Olympique Marsiglia-Nizza  | 1-0 |
| 9 mar.  | Monaco-Bordeaux            | 1-1 |
| 10 mar. | Montpellier-Angers         | 2-2 |
| 17 apr. | Nantes-Paris Saint-Germain | 3-2 |
| 10 mar. | Rennes-Caen                | 3-1 |
| 10 mar. | Saint-Étienne-Lilla        | 0-1 |
| 9 mar.  | Strasburgo-Olympique Lione | 2-2 |
| 10 mar. | Tolosa-Guingamp            | 1-0 |

|         | 29ª giornata                            |     |
|         |                                         |     |
| 16 mar. | Angers-Amiens                           | 0-0 |
| 17 mar. | Bordeaux-Rennes                         | 1-1 |
| 16 mar. | Caen-Saint-Étienne                      | 0-5 |
| 16 mar. | Guingamp-Digione                        | 1-0 |
| 15 mar. | Lilla-Monaco                            | 0-1 |
| 16 mar. | Olympique Lione-Montpellier             | 3-2 |
| 16 mar. | Nîmes-Strasburgo                        | 2-2 |
| 15 mar. | Nizza-Tolosa                            | 1-1 |
| 17 mar. | Paris Saint-Germain-Olympique Marsiglia | 3-1 |
| 17 mar. | Stade Reims-Nantes                      | 1-0 |

|         | 28ª giornata               |     |
|         |                            |     |
| 9 mar.  | Amiens-Nîmes               | 2-1 |
| 9 mar.  | Digione-Stade Reims        | 1-1 |
| 10 mar. | Olympique Marsiglia-Nizza  | 1-0 |
| 9 mar.  | Monaco-Bordeaux            | 1-1 |
| 10 mar. | Montpellier-Angers         | 2-2 |
| 17 apr. | Nantes-Paris Saint-Germain | 3-2 |
| 10 mar. | Rennes-Caen                | 3-1 |
| 10 mar. | Saint-Étienne-Lilla        | 0-1 |
| 9 mar.  | Strasburgo-Olympique Lione | 2-2 |
| 10 mar. | Tolosa-Guingamp            | 1-0 |

|         | 29ª giornata                            |     |
|         |                                         |     |
| 16 mar. | Angers-Amiens                           | 0-0 |
| 17 mar. | Bordeaux-Rennes                         | 1-1 |
| 16 mar. | Caen-Saint-Étienne                      | 0-5 |
| 16 mar. | Guingamp-Digione                        | 1-0 |
| 15 mar. | Lilla-Monaco                            | 0-1 |
| 16 mar. | Olympique Lione-Montpellier             | 3-2 |
| 16 mar. | Nîmes-Strasburgo                        | 2-2 |
| 15 mar. | Nizza-Tolosa                            | 1-1 |
| 17 mar. | Paris Saint-Germain-Olympique Marsiglia | 3-1 |
| 17 mar. | Stade Reims-Nantes                      | 1-0 |

|         | 30ª giornata               |     |
|         |                            |     |
| 31 mar. | Amiens-Bordeaux            | 0-0 |
| 31 mar. | Digione-Nizza              | 0-1 |
| 30 mar. | Olympique Marsiglia-Angers | 2-2 |
| 31 mar. | Monaco-Caen                | 0-1 |
| 3 apr.  | Montpellier-Guingamp       | 2-0 |
| 31 mar. | Nantes-Lilla               | 2-3 |
| 29 mar. | Rennes-Olympique Lione     | 0-1 |
| 1° apr. | Saint-Étienne-Nîmes        | 2-1 |
| 3 apr.  | Strasburgo-Stade Reims     | 4-0 |
| 31 mar. | Tolosa-Paris Saint-Germain | 0-1 |

|        | 31ª giornata                   |     |
|        |                                |     |
| 6 apr. | Amiens-Saint-Étienne           | 2-2 |
| 6 apr. | Angers-Rennes                  | 3-3 |
| 5 apr. | Bordeaux-Olympique Marsiglia   | 2-0 |
| 6 apr. | Guingamp-Monaco                | 1-1 |
| 6 apr. | Olympique Lione-Digione        | 1-3 |
| 6 apr. | Nîmes-Caen                     | 2-0 |
| 7 apr. | Nizza-Montpellier              | 1-0 |
| 7 apr. | Paris Saint-Germain-Strasburgo | 2-2 |
| 7 apr. | Stade Reims-Lilla              | 1-1 |
| 7 apr. | Tolosa-Nantes                  | 1-0 |

|         | 30ª giornata               |     |
|         |                            |     |
| 31 mar. | Amiens-Bordeaux            | 0-0 |
| 31 mar. | Digione-Nizza              | 0-1 |
| 30 mar. | Olympique Marsiglia-Angers | 2-2 |
| 31 mar. | Monaco-Caen                | 0-1 |
| 3 apr.  | Montpellier-Guingamp       | 2-0 |
| 31 mar. | Nantes-Lilla               | 2-3 |
| 29 mar. | Rennes-Olympique Lione     | 0-1 |
| 1° apr. | Saint-Étienne-Nîmes        | 2-1 |
| 3 apr.  | Strasburgo-Stade Reims     | 4-0 |
| 31 mar. | Tolosa-Paris Saint-Germain | 0-1 |

|        | 31ª giornata                   |     |
|        |                                |     |
| 6 apr. | Amiens-Saint-Étienne           | 2-2 |
| 6 apr. | Angers-Rennes                  | 3-3 |
| 5 apr. | Bordeaux-Olympique Marsiglia   | 2-0 |
| 6 apr. | Guingamp-Monaco                | 1-1 |
| 6 apr. | Olympique Lione-Digione        | 1-3 |
| 6 apr. | Nîmes-Caen                     | 2-0 |
| 7 apr. | Nizza-Montpellier              | 1-0 |
| 7 apr. | Paris Saint-Germain-Strasburgo | 2-2 |
| 7 apr. | Stade Reims-Lilla              | 1-1 |
| 7 apr. | Tolosa-Nantes                  | 1-0 |

|         | 32ª giornata              |     |
|         |                           |     |
| 13 apr. | Caen-Angers               | 0-1 |
| 13 apr. | Digione-Amiens            | 0-0 |
| 14 apr. | Lilla-Paris Saint-Germain | 5-1 |
| 13 apr. | Olympique Marsiglia-Nîmes | 2-1 |
| 13 apr. | Monaco-Stade Reims        | 0-0 |
| 14 apr. | Montpellier-Tolosa        | 2-1 |
| 12 apr. | Nantes-Olympique Lione    | 2-1 |
| 14 apr. | Rennes-Nizza              | 0-0 |
| 14 apr. | Saint-Étienne -Bordeaux   | 3-0 |
| 13 apr. | Strasburgo-Guingamp       | 3-3 |

|         | 33ª giornata                 |     |
|         |                              |     |
| 19 apr. | Digione-Rennes               | 3-2 |
| 20 apr. | Guingamp-Olympique Marsiglia | 1-3 |
| 19 apr. | Olympique Lione-Angers       | 2-1 |
| 21 apr. | Nantes-Amiens                | 3-2 |
| 20 apr. | Nîmes-Bordeaux               | 2-1 |
| 20 apr. | Nizza-Caen                   | 0-1 |
| 21 apr. | Paris Saint-Germain-Monaco   | 3-1 |
| 21 apr. | Stade Reims-Saint-Étienne    | 0-2 |
| 20 apr. | Strasburgo-Montpellier       | 1-3 |
| 21 apr. | Tolosa-Lilla                 | 0-0 |

|         | 32ª giornata              |     |
|         |                           |     |
| 13 apr. | Caen-Angers               | 0-1 |
| 13 apr. | Digione-Amiens            | 0-0 |
| 14 apr. | Lilla-Paris Saint-Germain | 5-1 |
| 13 apr. | Olympique Marsiglia-Nîmes | 2-1 |
| 13 apr. | Monaco-Stade Reims        | 0-0 |
| 14 apr. | Montpellier-Tolosa        | 2-1 |
| 12 apr. | Nantes-Olympique Lione    | 2-1 |
| 14 apr. | Rennes-Nizza              | 0-0 |
| 14 apr. | Saint-Étienne -Bordeaux   | 3-0 |
| 13 apr. | Strasburgo-Guingamp       | 3-3 |

|         | 33ª giornata                 |     |
|         |                              |     |
| 19 apr. | Digione-Rennes               | 3-2 |
| 20 apr. | Guingamp-Olympique Marsiglia | 1-3 |
| 19 apr. | Olympique Lione-Angers       | 2-1 |
| 21 apr. | Nantes-Amiens                | 3-2 |
| 20 apr. | Nîmes-Bordeaux               | 2-1 |
| 20 apr. | Nizza-Caen                   | 0-1 |
| 21 apr. | Paris Saint-Germain-Monaco   | 3-1 |
| 21 apr. | Stade Reims-Saint-Étienne    | 0-2 |
| 20 apr. | Strasburgo-Montpellier       | 1-3 |
| 21 apr. | Tolosa-Lilla                 | 0-0 |

|         | 34ª giornata                    |     |
|         |                                 |     |
| 28 apr. | Amiens-Strasburgo               | 0-0 |
| 28 apr. | Angers-Stade Reims              | 1-1 |
| 26 apr. | Bordeaux-Olympique Lione        | 2-3 |
| 28 apr. | Caen-Digione                    | 1-0 |
| 28 apr. | Lilla-Nîmes                     | 5-0 |
| 28 apr. | Olympique Marsiglia-Nantes      | 1-2 |
| 30 apr. | Montpellier-Paris Saint-Germain | 3-2 |
| 28 apr. | Nizza-Guingamp                  | 3-0 |
| 1° mag. | Rennes-Monaco                   | 2-2 |
| 28 apr. | Saint-Étienne-Tolosa            | 2-0 |

|        | 35ª giornata                   |     |
|        |                                |     |
| 4 mag. | Bordeaux-Angers                | 0-1 |
| 4 mag. | Guingamp-Caen                  | 0-0 |
| 5 mag. | Olympique Lione-Lilla          | 2-2 |
| 5 mag. | Monaco-Saint-Étienne           | 2-3 |
| 5 mag. | Montpellier-Amiens             | 1-1 |
| 5 mag. | Nantes-Digione                 | 3-0 |
| 4 mag. | Paris Saint-Germain-Nizza      | 1-1 |
| 4 mag. | Stade Reims-Nîmes              | 0-3 |
| 3 mag. | Strasburgo-Olympique Marsiglia | 1-1 |
| 5 mag. | Tolosa-Rennes                  | 2-2 |

|         | 34ª giornata                    |     |
|         |                                 |     |
| 28 apr. | Amiens-Strasburgo               | 0-0 |
| 28 apr. | Angers-Stade Reims              | 1-1 |
| 26 apr. | Bordeaux-Olympique Lione        | 2-3 |
| 28 apr. | Caen-Digione                    | 1-0 |
| 28 apr. | Lilla-Nîmes                     | 5-0 |
| 28 apr. | Olympique Marsiglia-Nantes      | 1-2 |
| 30 apr. | Montpellier-Paris Saint-Germain | 3-2 |
| 28 apr. | Nizza-Guingamp                  | 3-0 |
| 1° mag. | Rennes-Monaco                   | 2-2 |
| 28 apr. | Saint-Étienne-Tolosa            | 2-0 |

|        | 35ª giornata                   |     |
|        |                                |     |
| 4 mag. | Bordeaux-Angers                | 0-1 |
| 4 mag. | Guingamp-Caen                  | 0-0 |
| 5 mag. | Olympique Lione-Lilla          | 2-2 |
| 5 mag. | Monaco-Saint-Étienne           | 2-3 |
| 5 mag. | Montpellier-Amiens             | 1-1 |
| 5 mag. | Nantes-Digione                 | 3-0 |
| 4 mag. | Paris Saint-Germain-Nizza      | 1-1 |
| 4 mag. | Stade Reims-Nîmes              | 0-3 |
| 3 mag. | Strasburgo-Olympique Marsiglia | 1-1 |
| 5 mag. | Tolosa-Rennes                  | 2-2 |

|         | 36ª giornata                        |     |
|         |                                     |     |
| 11 mag. | Amiens-Tolosa                       | 0-0 |
| 11 mag. | Angers-Paris Saint-Germain          | 1-2 |
| 11 mag. | Caen-Stade Reims                    | 3-2 |
| 11 mag. | Digione-Strasburgo                  | 2-1 |
| 12 mag. | Lilla-Bordeaux                      | 1-0 |
| 12 mag. | Olympique Marsiglia-Olympique Lione | 0-3 |
| 11 mag. | Nîmes-Monaco                        | 1-0 |
| 11 mag. | Nizza-Nantes                        | 1-1 |
| 12 mag. | Rennes-Guingamp                     | 1-1 |
| 10 mag. | Saint-Étienne-Montpellier           | 0-1 |

|         | 37ª giornata                |     |
|         |                             |     |
| 18 mag. | Bordeaux-Stade Reims        | 0-1 |
| 18 mag. | Guingamp-Nîmes              | 2-2 |
| 18 mag. | Lilla-Angers                | 5-0 |
| 18 mag. | Olympique Lione-Caen        | 4-0 |
| 18 mag. | Monaco-Amiens               | 2-0 |
| 18 mag. | Montpellier-Nantes          | 1-1 |
| 18 mag. | Paris Saint-Germain-Digione | 4-0 |
| 18 mag. | Saint-Étienne-Nizza         | 3-0 |
| 18 mag. | Strasburgo-Rennes           | 0-2 |
| 18 mag. | Tolosa-Olympique Marsiglia  | 2-5 |

|         | 36ª giornata                        |     |
|         |                                     |     |
| 11 mag. | Amiens-Tolosa                       | 0-0 |
| 11 mag. | Angers-Paris Saint-Germain          | 1-2 |
| 11 mag. | Caen-Stade Reims                    | 3-2 |
| 11 mag. | Digione-Strasburgo                  | 2-1 |
| 12 mag. | Lilla-Bordeaux                      | 1-0 |
| 12 mag. | Olympique Marsiglia-Olympique Lione | 0-3 |
| 11 mag. | Nîmes-Monaco                        | 1-0 |
| 11 mag. | Nizza-Nantes                        | 1-1 |
| 12 mag. | Rennes-Guingamp                     | 1-1 |
| 10 mag. | Saint-Étienne-Montpellier           | 0-1 |

|         | 37ª giornata                |     |
|         |                             |     |
| 18 mag. | Bordeaux-Stade Reims        | 0-1 |
| 18 mag. | Guingamp-Nîmes              | 2-2 |
| 18 mag. | Lilla-Angers                | 5-0 |
| 18 mag. | Olympique Lione-Caen        | 4-0 |
| 18 mag. | Monaco-Amiens               | 2-0 |
| 18 mag. | Montpellier-Nantes          | 1-1 |
| 18 mag. | Paris Saint-Germain-Digione | 4-0 |
| 18 mag. | Saint-Étienne-Nizza         | 3-0 |
| 18 mag. | Strasburgo-Rennes           | 0-2 |
| 18 mag. | Tolosa-Olympique Marsiglia  | 2-5 |

| \| \| 38ª giornata \| \| \| \| \| \| \| 24 mag. \| Amiens-Guingamp \| 2-1 \| \| 24 mag. \| Angers-Saint-Étienne \| 1-1 \| \| 24 mag. \| Caen-Bordeaux \| 0-1 \| \| 24 mag. \| Digione-Tolosa \| 2-1 \| \| 24 mag. \| Olympique Marsiglia-Montpellier \| 1-0 \| \| 24 mag. \| Nantes-Strasburgo \| 0-1 \| \| 24 mag. \| Nîmes-Olympique Lione \| 2-3 \| \| 24 mag. \| Nizza-Monaco \| 2-0 \| \| 24 mag. \| Rennes-Lilla \| 3-1 \| \| 24 mag. \| Stade Reims-Paris Saint-Germain \| 3-1 \| |                                 |     |
| | 38ª giornata                    |     |
| |                                 |     |
| 24 mag. | Amiens-Guingamp                 | 2-1 |
| 24 mag. | Angers-Saint-Étienne            | 1-1 |
| 24 mag. | Caen-Bordeaux                   | 0-1 |
| 24 mag. | Digione-Tolosa                  | 2-1 |
| 24 mag. | Olympique Marsiglia-Montpellier | 1-0 |
| 24 mag. | Nantes-Strasburgo               | 0-1 |
| 24 mag. | Nîmes-Olympique Lione           | 2-3 |
| 24 mag. | Nizza-Monaco                    | 2-0 |
| 24 mag. | Rennes-Lilla                    | 3-1 |
| 24 mag. | Stade Reims-Paris Saint-Germain | 3-1 |

|         | 38ª giornata                    |     |
|         |                                 |     |
| 24 mag. | Amiens-Guingamp                 | 2-1 |
| 24 mag. | Angers-Saint-Étienne            | 1-1 |
| 24 mag. | Caen-Bordeaux                   | 0-1 |
| 24 mag. | Digione-Tolosa                  | 2-1 |
| 24 mag. | Olympique Marsiglia-Montpellier | 1-0 |
| 24 mag. | Nantes-Strasburgo               | 0-1 |
| 24 mag. | Nîmes-Olympique Lione           | 2-3 |
| 24 mag. | Nizza-Monaco                    | 2-0 |
| 24 mag. | Rennes-Lilla                    | 3-1 |
| 24 mag. | Stade Reims-Paris Saint-Germain | 3-1 |

## Spareggi

### Play-off
La 18ª classificata affronterà la vincente dei play-off di Ligue 2.
|         | Risultati |         | Luogo e data           |
| ------- | --------- | ------- | ---------------------- |
| Lens    | 1 - 1     | Digione | Lens, 30 maggio 2019   |
| Digione | 3 - 1     | Lens    | Digione, 2 giugno 2019 |
|         |           |         |                        |

## Statistiche

### Squadre

#### Capoliste solitarie
|    | —— | —— | ——                  | —— | —— | —— | —— | —— | ——  | ——  | ——  | ——  | ——  | ——  | ——  | ——  | ——  | ——  | ——  | ——  | ——  | ——  | ——  | ——  | ——  | ——  | ——  | ——  | ——  | ——  | ——  | ——  | ——  | ——  | ——  | ——  | ——  | —— |  |
|    |    |    | Paris Saint-Germain |    |    |    |    |    |     |     |     |     |     |     |     |     |     |     |     |     |     |     |     |     |     |     |     |     |     |     |     |     |     |     |     |     |     |    |  |
|    |    |    |                     |    |    |    |    |    |     |     |     |     |     |     |     |     |     |     |     |     |     |     |     |     |     |     |     |     |     |     |     |     |     |     |     |     |     |    |  |
|    |    |    |                     |    |    |    |    |    |     |     |     |     |     |     |     |     |     |     |     |     |     |     |     |     |     |     |     |     |     |     |     |     |     |     |     |     |     |    |  |
| 1ª | 2ª | 3ª | 4ª                  | 5ª | 6ª | 7ª | 8ª | 9ª | 10ª | 11ª | 12ª | 13ª | 14ª | 15ª | 16ª | 17ª | 18ª | 19ª | 20ª | 21ª | 22ª | 23ª | 24ª | 25ª | 26ª | 27ª | 28ª | 29ª | 30ª | 31ª | 32ª | 33ª | 34ª | 35ª | 36ª | 37ª | 38ª |    |  |

#### Classifica in divenire
|                     | 1ª | 2ª | 3ª | 4ª | 5ª | 6ª | 7ª | 8ª | 9ª | 10ª | 11ª | 12ª | 13ª | 14ª | 15ª | 16ª | 17ª | 18ª | 19ª | 20ª | 21ª | 22ª | 23ª | 24ª | 25ª | 26ª | 27ª | 28ª | 29ª | 30ª | 31ª | 32ª | 33ª | 34ª | 35ª | 36ª | 37ª | 38ª |
|                     |    |    |    |    |    |    |    |    |    |     |     |     |     |     |     |     |     |     |     |     |     |     |     |     |     |     |     |     |     |     |     |     |     |     |     |     |     |     |
| ------------------- | -- | -- | -- | -- | -- | -- | -- | -- | -- | --- | --- | --- | --- | --- | --- | --- | --- | --- | --- | --- | --- | --- | --- | --- | --- | --- | --- | --- | --- | --- | --- | --- | --- | --- | --- | --- | --- | --- |
| Amiens              | 0  | 0  | 3  | 4  | 4  | 4  | 7  | 7  | 10 | 10  | 10  | 10  | 13  | 13  | 13  | 13  | 16  | 18* | 17  | 18  | 18  | 18  | 18  | 21  | 21  | 24  | 25  | 28  | 29  | 30  | 31  | 32  | 32  | 33  | 34  | 35  | 35  | 38  |
| Angers              | 0  | 0  | 0  | 3  | 6  | 7  | 10 | 10 | 11 | 12  | 12  | 12  | 15  | 16  | 17  | 18  | 20  | 20* | 19  | 23  | 23  | 24  | 27  | 30  | 33  | 33  | 34  | 35  | 36  | 37  | 38  | 41  | 41  | 42  | 45  | 45  | 45  | 46  |
| Bordeaux            | 0  | 0  | 3  | 3  | 4  | 7  | 10 | 11 | 14 | 14  | 14  | 15  | 16  | 17  | 18  | 21  | 25* | 28* | 22  | 22  | 28  | 28  | 32* | 28  | 31  | 32  | 32  | 33  | 34  | 35  | 38  | 38  | 38  | 38  | 38  | 38  | 38  | 41  |
| Caen                | 0  | 1  | 2  | 5  | 6  | 6  | 7  | 10 | 10 | 11  | 11  | 11  | 11  | 12  | 12  | 13  | 14  | 17  | 18  | 18  | 18  | 18  | 18  | 18  | 19  | 20  | 20  | 20  | 20  | 23  | 23  | 23  | 26  | 29  | 30  | 33  | 33  | 33  |
| Digione             | 3  | 6  | 9  | 9  | 9  | 10 | 10 | 10 | 10 | 10  | 11  | 11  | 11  | 12  | 13  | 16  | 16  | 16  | 16  | 17  | 17  | 20  | 20  | 20  | 20  | 20  | 20  | 21  | 21  | 21  | 24  | 25  | 28  | 28  | 28  | 31  | 31  | 34  |
| Guingamp            | 0  | 0  | 0  | 0  | 0  | 0  | 1  | 4  | 5  | 6   | 7   | 7   | 7   | 7   | 8   | 8   | 8   | 14* | 11  | 11  | 11  | 14  | 15* | 14  | 14  | 18  | 19  | 19  | 22  | 22  | 23  | 24  | 24  | 24  | 25  | 26  | 27  | 27  |
| Lilla               | 3  | 4  | 7  | 7  | 10 | 13 | 13 | 16 | 19 | 22  | 25  | 25  | 26  | 26  | 27  | 30  | 31  | 34  | 34  | 37  | 40  | 43  | 46  | 49  | 50  | 51  | 54  | 57  | 57  | 60  | 61  | 64  | 65  | 68  | 69  | 72  | 75  | 75  |
| Olympique Lione     | 3  | 3  | 6  | 6  | 7  | 10 | 13 | 14 | 14 | 17  | 20  | 21  | 24  | 27  | 28  | 28  | 34* | 31  | 32  | 33  | 37  | 40  | 43  | 43  | 46  | 46  | 49  | 50  | 53  | 56  | 56  | 56  | 59  | 62  | 63  | 66  | 69  | 72  |
| Olympique Marsiglia | 3  | 3  | 4  | 7  | 10 | 10 | 13 | 13 | 16 | 19  | 19  | 19  | 22  | 25  | 26  | 26  | 28  | 34* | 27  | 28  | 31  | 31  | 31  | 37  | 40  | 41  | 44  | 47  | 47  | 48  | 48  | 51  | 54  | 54  | 55  | 55  | 58  | 61  |
| Monaco              | 3  | 4  | 4  | 4  | 5  | 6  | 6  | 6  | 6  | 6   | 7   | 7   | 7   | 10  | 10  | 13  | 15* | 13  | 13  | 14  | 15  | 15  | 18  | 19  | 22  | 25  | 26  | 27  | 30  | 30  | 31  | 32  | 32  | 33  | 33  | 33  | 36  | 36  |
| Montpellier         | 0  | 3  | 4  | 7  | 8  | 11 | 12 | 15 | 16 | 19  | 22  | 25  | 25  | 26  | 29  | 29  | 38  | 29  | 30  | 31  | 32  | 35  | 36  | 37  | 38  | 38  | 41  | 42  | 42  | 45  | 45  | 48  | 51  | 54  | 55  | 58  | 59  | 59  |
| Nantes              | 0  | 0  | 1  | 4  | 5  | 5  | 5  | 6  | 6  | 9   | 12  | 15  | 16  | 17  | 17  | 20  | 23  | 23* | 20  | 23  | 23  | 24  | 27* | 24  | 24  | 30  | 31  | 37* | 31  | 31  | 31  | 34  | 40  | 43  | 46  | 47  | 48  | 48  |
| Nîmes               | 3  | 6  | 6  | 6  | 7  | 8  | 9  | 9  | 10 | 10  | 11  | 14  | 14  | 17  | 20  | 23  | 26* | 23  | 23  | 29* | 26  | 26  | 30  | 33  | 36  | 36  | 43* | 36  | 37  | 37  | 40  | 43  | 46  | 46  | 49  | 52  | 53  | 53  |
| Nizza               | 0  | 1  | 1  | 4  | 7  | 7  | 10 | 10 | 11 | 11  | 14  | 17  | 20  | 23  | 24  | 25  | 30* | 26  | 26  | 29  | 31  | 34  | 34  | 37  | 37  | 37  | 40  | 40  | 41  | 44  | 47  | 48  | 48  | 51  | 52  | 53  | 53  | 56  |
| Paris Saint-Germain | 3  | 6  | 9  | 12 | 15 | 18 | 21 | 24 | 27 | 30  | 33  | 36  | 39  | 42  | 43  | 44  | 65* | 74* | 47  | 50  | 53  | 56  | 56  | 59  | 62  | 68  | 71  | 71  | 77  | 80  | 81  | 81  | 84  | 84  | 85  | 88  | 91  | 91  |
| Rennes              | 0  | 3  | 4  | 7  | 7  | 7  | 7  | 8  | 11 | 12  | 12  | 15  | 16  | 17  | 17  | 20  | 23  | 23  | 26  | 29  | 30  | 30  | 33  | 36  | 36  | 37  | 37  | 40  | 41  | 41  | 42  | 43  | 43  | 44  | 45  | 46  | 49  | 52  |
| Saint-Étienne       | 3  | 4  | 5  | 6  | 6  | 9  | 12 | 15 | 15 | 16  | 17  | 20  | 23  | 23  | 26  | 26  | 36* | 27  | 30  | 33  | 36  | 37  | 40* | 37  | 40  | 43  | 43  | 43  | 46  | 49  | 50  | 53  | 56  | 59  | 62  | 62  | 65  | 66  |
| Stade Reims         | 3  | 6  | 6  | 6  | 7  | 8  | 8  | 9  | 10 | 11  | 14  | 17  | 17  | 20  | 21  | 21  | 22  | 25  | 26  | 27  | 28  | 31  | 34  | 35  | 38  | 41  | 42  | 43  | 46  | 46  | 47  | 48  | 48  | 49  | 49  | 49  | 52  | 55  |
| Strasburgo          | 3  | 4  | 4  | 4  | 5  | 8  | 8  | 11 | 12 | 15  | 16  | 17  | 18  | 18  | 21  | 22  | 23  | 23  | 26  | 29  | 32  | 35  | 35  | 35  | 36  | 37  | 37  | 38  | 39  | 42  | 43  | 44  | 44  | 45  | 46  | 46  | 46  | 49  |
| Tolosa              | 0  | 3  | 6  | 9  | 10 | 11 | 11 | 12 | 13 | 13  | 13  | 14  | 14  | 14  | 15  | 18  | 22* | 18  | 21  | 21  | 25  | 26  | 26  | 27  | 27  | 28  | 28  | 31  | 32  | 32  | 35  | 35  | 36  | 36  | 37  | 38  | 38  | 38  |

#### Classifiche di rendimento

##### Rendimento andata-ritorno
| Andata              | Andata | Ritorno             | Ritorno |
|                     |        |                     |         |
| Paris Saint-Germain | 53     | Lilla               | 41      |
| Lilla               | 34     | Olympique Lione     | 39      |
| Olympique Lione     | 33     | Paris Saint-Germain | 38      |
| Saint-Étienne       | 33     | Saint-Étienne       | 33      |
| Montpellier         | 30     | Olympique Marsiglia | 31      |
| Olympique Marsiglia | 30     | Montpellier         | 29      |
| Nizza               | 27     | Stade Reims         | 29      |
| Strasburgo          | 26     | Nizza               | 29      |
| Rennes              | 26     | Nîmes               | 27      |
| Nîmes               | 26     | Rennes              | 26      |
| Stade Reims         | 26     | Angers              | 26      |
| Bordeaux            | 25     | Nantes              | 25      |
| Nantes              | 23     | Strasburgo          | 23      |
| Tolosa              | 22     | Monaco              | 22      |
| Angers              | 20     | Amiens              | 20      |
| Caen                | 18     | Digione             | 18      |
| Amiens              | 18     | Bordeaux            | 16      |
| Digione             | 16     | Tolosa              | 16      |
| Guingamp            | 14     | Caen                | 15      |
| Monaco              | 14     | Guingamp            | 13      |

##### Rendimento casa-trasferta
| Casa                | Casa | Trasferta           | Trasferta |
|                     |      |                     |           |
| Paris Saint-Germain | 53   | Paris Saint-Germain | 38        |
| Lilla               | 43   | Olympique Lione     | 32        |
| Saint-Étienne       | 41   | Lilla               | 32        |
| Olympique Lione     | 40   | Montpellier         | 27        |
| Olympique Marsiglia | 37   | Saint-Étienne       | 25        |
| Nizza               | 34   | Stade Reims         | 24        |
| Montpellier         | 32   | Olympique Marsiglia | 24        |
| Nîmes               | 32   | Strasburgo          | 23        |
| Nantes              | 31   | Angers              | 22        |
| Rennes              | 31   | Nizza               | 22        |
| Stade Reims         | 31   | Rennes              | 21        |
| Bordeaux            | 27   | Nîmes               | 21        |
| Strasburgo          | 26   | Monaco              | 18        |
| Amiens              | 26   | Nantes              | 17        |
| Angers              | 24   | Tolosa              | 17        |
| Digione             | 22   | Caen                | 16        |
| Tolosa              | 21   | Bordeaux            | 14        |
| Monaco              | 18   | Digione             | 12        |
| Caen                | 17   | Amiens              | 12        |
| Guingamp            | 16   | Guingamp            | 11        |

#### Primati stagionali
Squadre
- Maggior numero di vittorie: Paris Saint-Germain (29)
- Minor numero di sconfitte: Paris Saint-Germain (5)
- Migliore attacco: Paris Saint-Germain (105 gol fatti)
- Miglior difesa: Lilla (33 gol subìti)
- Miglior differenza reti: Paris Saint-Germain (+70)
- Maggior numero di pareggi: Reims, Strasburgo ed Angers (16)
- Minor numero di pareggi: Paris Saint-Germain (4)
- Maggior numero di sconfitte: Digione (22)
- Minor numero di vittorie: Guingamp (5)
- Peggiore attacco: Guingamp (28 gol fatti)
- Peggior difesa: Guingamp (68 gol subìti)
- Peggior differenza reti: Guingamp (-40)
- Miglior serie positiva: Paris Saint-Germain (21 risultati utili)
- Peggior serie negativa: Guingamp (6 sconfitte)

Partite
- Più gol segnati in una partita (9):

Paris Saint-Germain - Guingamp 9-0, 19 gennaio 2019.
Giornate
- Maggior numero di gol segnati in una giornata: 34 gol nella 5ª e nella 37ª giornata

### Individuali

#### Classifica marcatori
| Gol | Rigori |  | Giocatore        | Squadra             |
| --- | ------ |  | ---------------- | ------------------- |
| 33  | 1      |  | Kylian Mbappé    | Paris Saint-Germain |
| 22  | 9      |  | Nicolas Pépé     | Lilla               |
| 18  | 4      |  | Edinson Cavani   | Paris Saint-Germain |
| 16  | 2      |  | Florian Thauvin  | Olympique Marsiglia |
| 15  | 1      |  | Moussa Dembélé   | Olympique Lione     |
| 15  | 3      |  | Radamel Falcao   | Monaco              |
| 15  | 5      |  | Neymar           | Paris Saint-Germain |
| 14  | 3      |  | Andy Delort      | Montpellier         |
| 13  | 1      |  | Jonathan Bamba   | Lilla               |
| 13  | 4      |  | Wahbi Khazri     | Saint-Étienne       |
| 12  |        |  | Ángel Di María   | Paris Saint-Germain |
| 12  | 2      |  | Emiliano Sala    | Nantes              |
| 11  | 2      |  | Stéphane Bahoken | Angers              |
| 11  | 4      |  | Max Gradel       | Tolosa              |
| 11  |        |  | Gaëtan Laborde   | Montpellier         |

### Media spettatori
Media spettatori della Ligue 1 2018/2019: 22 750

| Club                | Pos. | Media  | Totale  |
| ------------------- | ---- | ------ | ------- |
| Olympique Marsiglia | 1    | 50 171 | 903 080 |
| Olympique Lione     | 2    | 49 079 | 932 502 |
| Paris Saint-Germain | 3    | 46 911 | 891 310 |
| Lilla               | 4    | 34 079 | 647 508 |
| Saint-Étienne       | 5    | 28 400 | 539 592 |
| Nantes              | 6    | 25 238 | 479 519 |
| Strasburgo          | 7    | 25 213 | 479 043 |
| Rennes              | 8    | 23 675 | 449 829 |
| Bordeaux            | 9    | 20 837 | 395 897 |
| Nizza               | 10   | 19 123 | 363 335 |
| Caen                | 11   | 16 778 | 318 788 |
| Tolosa              | 12   | 16 244 | 308 255 |
| Guingamp            | 13   | 14 731 | 279 880 |
| Stade Reims         | 14   | 14 341 | 272 488 |
| Montpellier         | 15   | 13 829 | 262 745 |
| Nîmes               | 16   | 13 827 | 262 709 |
| Digione             | 17   | 13 041 | 247 771 |
| Angers              | 18   | 11 095 | 210 806 |
| Amiens              | 19   | 11 050 | 209 944 |
| Monaco              | 20   | 8 447  | 160 486 |

### Arbitri
Di seguito è indicata, in ordine alfabetico, la lista dei 22 arbitri che prenderanno parte alla Ligue 1 2018-2019. Tra parentesi è riportato il numero degli incontri diretti.
Il 28 aprile 2019 Stéphanie Frappart, chiamata a dirigere la sfida Amiens-Strasburgo, diventa il primo fischietto donna ad arbitrare nella massima serie.
- Karim Abed (16)
- Benoît Bastien (21)
- Florent Batta (17)
- Hakim Ben El Hadj (19)
- Jérôme Brisard (19)
- Ruddy Buquet (16)
- Willy Delajod (19)
- Amaury Delerue (15)
- Stéphanie Frappart (2)
- Antony Gautier (18)
- Johan Hamel (17)

- Thomas Leonard (18)
- Mikael Lesage (16)
- François Letexier (16)
- Jérôme Miguelgorry (19)
- Benoît Millot (17)
- Nicolas Rainville (13)
- Frank Schneider (18)
- Jérémy Stinat (12)
- Olivier Thual (17)
- Clément Turpin (17)
- Eric Wattellier (15)